# Les Écologistes
Pour les articles homonymes, voir EELV.
Les Écologistes (LE), appelé Europe Écologie Les Verts (EELV) jusqu'en 2023, est un parti politique écologiste et eurofédéraliste français. Issu en 2010 du changement de nom du parti Les Verts (fondé en 1984), il vise alors à rassembler les militants venus des listes Europe Écologie aux élections européennes de 2009 et régionales de 2010.

## Histoire

### 2008-2010: fondation

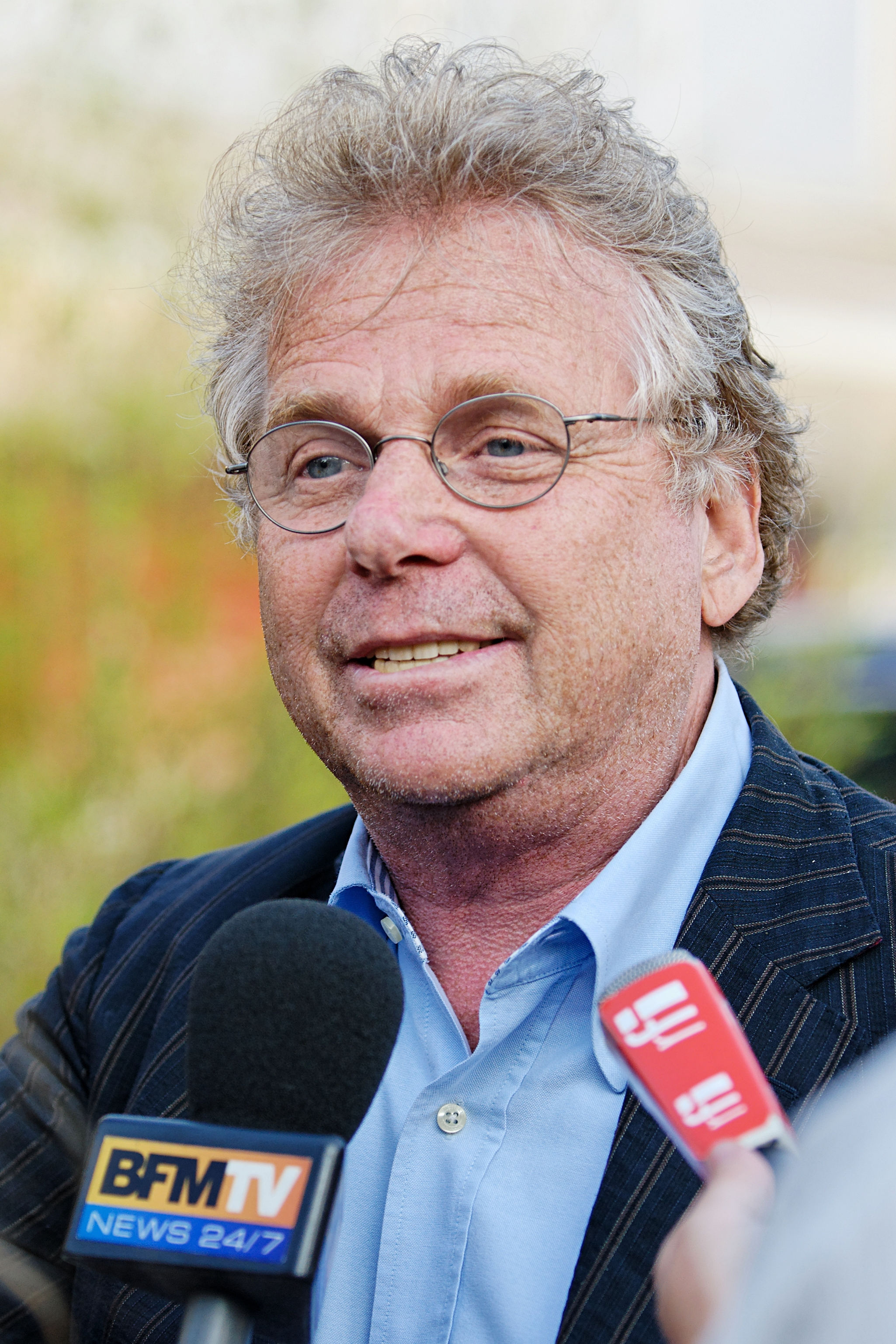
Daniel Cohn-Bendit en 2009.

Après les élections municipales de 2008, qualifiées de « petite renaissance » par Cécile Duflot, s'est engagée une réflexion au sein des Verts pour accroître l’influence politique des écologistes. En écho, Daniel Cohn-Bendit a proposé la constitution de listes ouvertes pour les élections européennes de 2009. Aussi en juin 2008 le Conseil national inter-régional (CNIR), organe législatif et décisionnel du mouvement des Verts, a décidé de permettre au Collège exécutif d'explorer cette possibilité, et lors des universités d’été du parti à Toulouse des débats ont eu lieu sur une stratégie de rassemblement de l'écologie politique. Celle-ci a été lancée à l'automne de la même année en vue du scrutin européen, sous l’appellation Europe Écologie. L'Assemblée générale de Lille de décembre 2008 a résolument lancé le parti dans la politique de rassemblement de la mouvance écologiste, autour de figures de l'écologie politique telles que Sandrine Bélier, Jean-Paul Besset, José Bové, Yannick Jadot, Eva Joly ou encore Michèle Rivasi. Au soir des élections, le score obtenu a dépassé toutes les attentes, et avec 16,3 % des voix, soit 2 803 759 voix, les listes écologistes se sont placées en troisième position, à quelques dixièmes des listes socialistes.
Le parti Vert et les militants venus avec les listes d'Europe Écologie qui ne souhaitaient pas adhérer aux Verts ont alors entamé un travail permettant la réunion de tous dans un mouvement politique renouvelé, plus élargi, notamment à l'approche des élections présidentielle et législatives de 2012. En octobre 2010, à l'occasion des Assises territoriales, les participants au processus d'Europe Écologie ont été appelés à se prononcer sur les statuts et le manifeste qu'ils souhaitaient pour leur parti, et qu'ils ont approuvé à respectivement 84 % et 90 %. Début novembre, les militants Verts ont adopté à 85,1 % des voix (10 % opposés) leurs nouveaux statuts et le manifeste votés précédemment.

Logo 2010-2023

Le lancement officiel de la nouvelle forme du parti, présenté comme une force politique nouvelle, s'est fait lors des Assises Constituantes de Lyon, le 9 novembre 2010. Après un discours remarqué de Nicolas Hulot et de personnalités écologistes, le nouveau nom du parti « Europe Écologie – Les Verts » (EELV), a été adopté par 53,19 % des militants. Toutefois, des tensions ont subsisté, comme l'illustre le renoncement de Jean-Paul Besset à prétendre à toute responsabilité au sein d'Europe Écologie Les Verts quelques semaines plus tard, celui-ci faisant état d'un « climat délétère de guerre froide » entre d'un côté les anciens Verts et de l'autre « la Coopérative que certains veulent instrumentaliser en machine de guerre contre le parti », la « fusion-dépassement » annoncée au congrès de Lyon n'ayant selon lui « pas eu lieu ».
Un mois plus tard, le 11 décembre 2010, le Conseil fédéral, nouvelle dénomination du CNIR dans les nouveaux statuts, a nommé à sa tête le pédagogue Philippe Meirieu, tête de liste aux élections régionales en Rhône-Alpes la même année, et qui est donc devenu le premier président du conseil fédéral d'Europe Écologie – Les Verts, fonction nouvelle créée dans les nouveaux statuts du parti.

### 2010-2011: élections intermédiaires
Avant même la fondation officielle du parti, les écologistes se sont présentés aux élections régionales de 2010 sous la même dénomination qu'au scrutin européen de l'année précédente. Au terme du premier tour, les écologistes enregistrent une moyenne nationale de 12,2 % des suffrages exprimés, soit 2 372 379 voix, obtenant leur meilleur résultat dans la région Rhône-Alpes (17,8 % des voix) et leur plus mauvais en Champagne-Ardenne (8,5 % des voix).

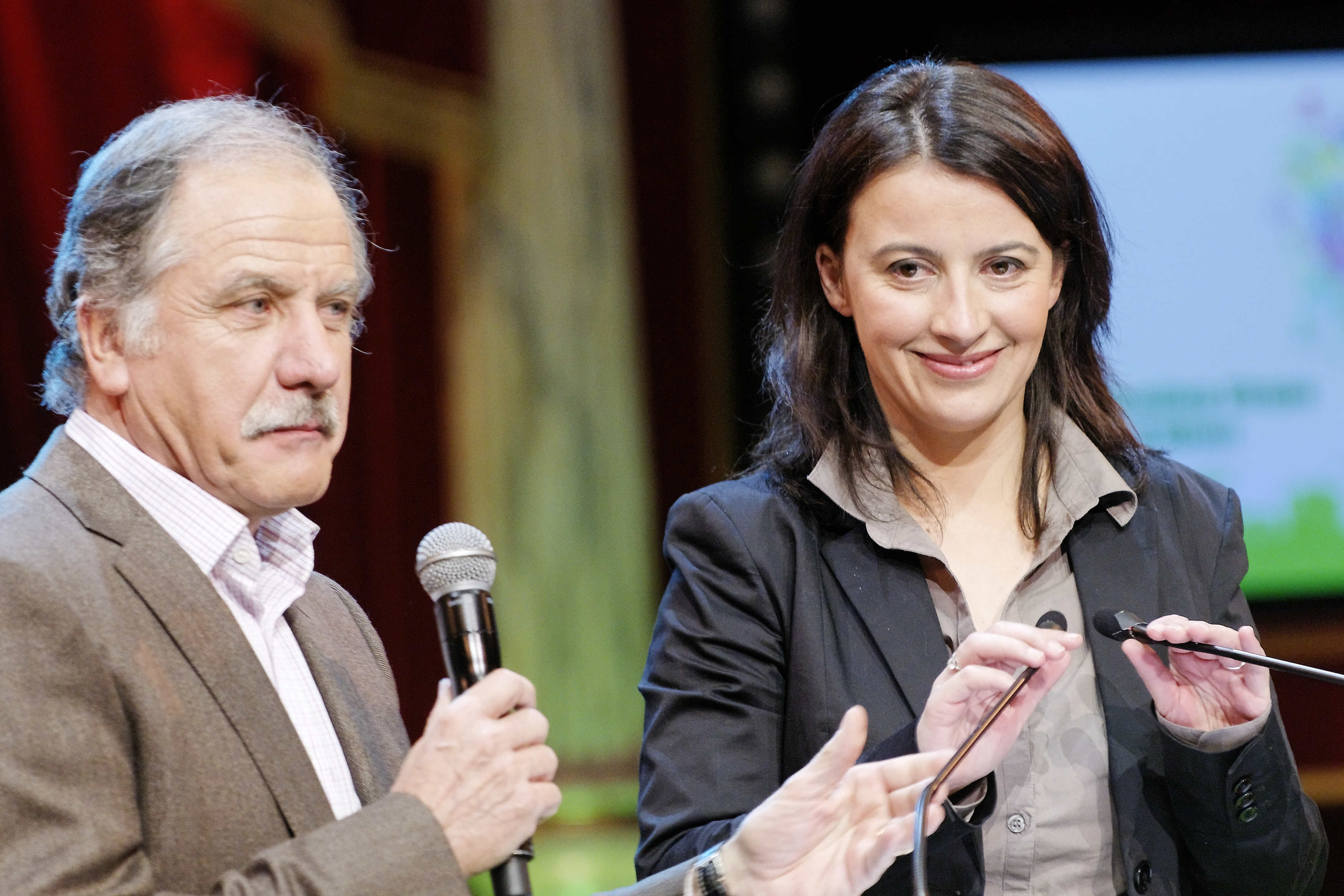
Noël Mamère et Cécile Duflot au rassemblement final de la campagne pour les régionales de 2010.

Pour le second tour, les listes écologistes fusionnent avec les autres listes de gauche dans toutes les régions à l'exception de la région Bretagne, où la liste Europe Écologie–Union démocratique bretonne emmenée par Guy Hascoët s'est maintenue au second tour, à la suite d'un désaccord avec la liste de l'alliance du Parti socialiste et de Bretagne Écologie menée par Jean-Yves Le Drian. Cette liste autonome est alors passée de 12,2 % à 17,4 % des suffrages.
Europe Écologie Les Verts a pris part aux élections cantonales de 2011. Alors que seuls 24 départements faisaient l'objet d'un accord total ou partiel entre le Parti socialiste et Europe Écologie Les Verts, le parti a rassemblé 8,22 % des suffrages exprimés (des candidats étaient présents dans 1 400 cantons des 2 000 renouvelables) et s'est maintenu comme la troisième force de gauche, derrière le Parti socialiste et le Front de gauche.
Bien qu'un accord ait été signé entre les deux tours avec des représentants de ces deux organisations, le parti a maintenu ses candidats contre d'autres candidats de gauche dans plusieurs cantons au second tour (30 face au Parti socialiste et 7 face au Front de gauche), suscitant des tensions. EELV a finalement obtenu 27 élus, soit 16 de plus que les Verts en 2004 sur la même série de cantons, faisant passer son nombre total de conseillers généraux à 49.
À l'approche des élections sénatoriales de 2011, les discussions ont commencé entre le Parti socialiste, le Front de gauche et Europe Écologie Les Verts, les socialistes proposant 11 sièges, contre la totalité des quatre sénateurs sortants dont disposait le parti. Cette proposition a été jugée « sérieuse » par Jean-Vincent Placé, un des négociateurs écologistes, cependant le parti souhaitait atteindre les 15 sièges afin de constituer un groupe indépendant à la chambre haute. Le nombre de sénateurs écologistes est alors passé de 4 à 10, grâce aux résultats des listes communes avec le Parti socialiste, le Parti communiste français et le Parti radical de gauche. Sur les quatre sénateurs sortants, deux se représentaient : Marie-Christine Blandin et Jean Desessard.
Le bureau exécutif et le conseil fédéral ont alors annoncé l'intention d'Europe Écologie Les Verts de fonder un groupe autonome au Sénat, à la suite d'un accord sur la réforme du règlement en vigueur au Sénat avec les groupes socialiste, communiste, et radicaux. C'est ainsi que pour la première fois, les écologistes sont parvenus à obtenir un groupe parlementaire indépendant. Jean-Vincent Placé a été élu à la tête de ce groupe. De plus, Marie-Christine Blandin a été nommée présidente de la Commission « Culture et Communication ».

### 2012: élections présidentielles et législatives

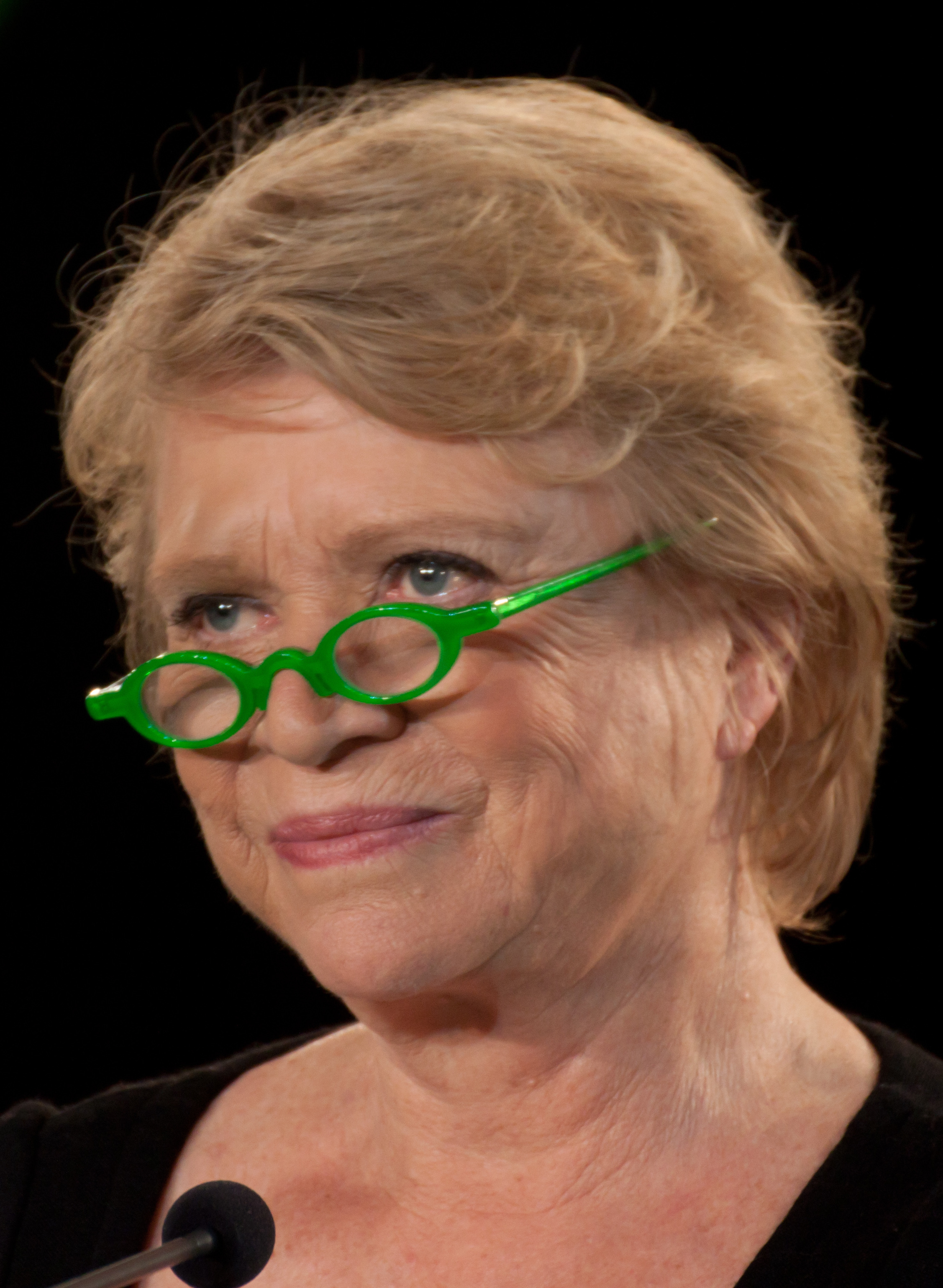
Eva Joly en 2012.

Une primaire a été organisée en juin et juillet 2011 pour désigner le candidat écologiste pour l'élection présidentielle de 2012. Le périmètre des électrices et électeurs a comporté, conformément aux statuts d'Europe Écologie Les Verts, tous les membres de la « coopérative », membres ou non du parti, et les membres des organisations partenaires. Cette élection primaire était de type ouvert, autrement dit il existait des adhésions dites low cost pour les sympathisants — « coopérateurs » dans le cas d'Europe Écologie Les Verts — dans le but de prendre part au vote. C'est Eva Joly qui a remporté ce scrutin, au second tour, avec 58,16 % des voix (contre 41,34 % pour Nicolas Hulot).
Eva Joly a obtenu 2,31 % des voix (828 345) au premier tour de l'élection présidentielle. Bien que supérieur au score de Dominique Voynet en 2007, ce résultat a marqué un sérieux repli par rapport aux scores obtenus aux élections intermédiaires. Eva Joly a appelé à voter pour François Hollande au second tour, dès le soir du premier tour. Lors du Conseil fédéral du 8 mai 2012, les cadres d'Europe Écologie Les Verts ont voté à une très large majorité (83,80 % des 200 membres présents) en faveur d'une éventuelle participation au futur gouvernement de gauche.
Lors des élections législatives, Europe Écologie Les Verts a présenté des candidats dans pratiquement toutes les circonscriptions. Grâce à un accord électoral signé avec le Parti socialiste, Europe Écologie Les Verts a obtenu le soutien du Parti socialiste dans une soixantaine de circonscriptions en France, dont une vingtaine considérées comme « gagnables ». Les candidats ont été choisis en respectant la parité hommes-femmes, notamment en étudiant les critères de gagnabilité des circonscriptions afin d'obtenir autant d'élues que d'élus.
Un accord a également été passé avec le Mouvement écologiste indépendant, qui a affirmé avoir obtenu le soutien d'Europe Écologie Les Verts dans une vingtaine de circonscriptions dont celle de son président, Antoine Waechter, qui a en outre bénéficié du soutien du Parti socialiste à sa propre candidature dans le Haut-Rhin. À la suite de la saisie en référé du tribunal de grande instance de Paris par des militants mécontents, Europe Écologie Les Verts a dû procéder à une nouvelle désignation de ses candidats aux législatives dans 63 circonscriptions, car la répartition des circonscriptions entre les courants d'Europe Écologie Les Verts n'était pas conforme aux statuts du mouvement.
17 députés ont été élus (grâce aux alliances avec le Parti socialiste) et ont pu former, pour la première fois de l'histoire du parti, un groupe parlementaire à l'Assemblée nationale.

### 2012-2015: partenaires du quinquennat Hollande

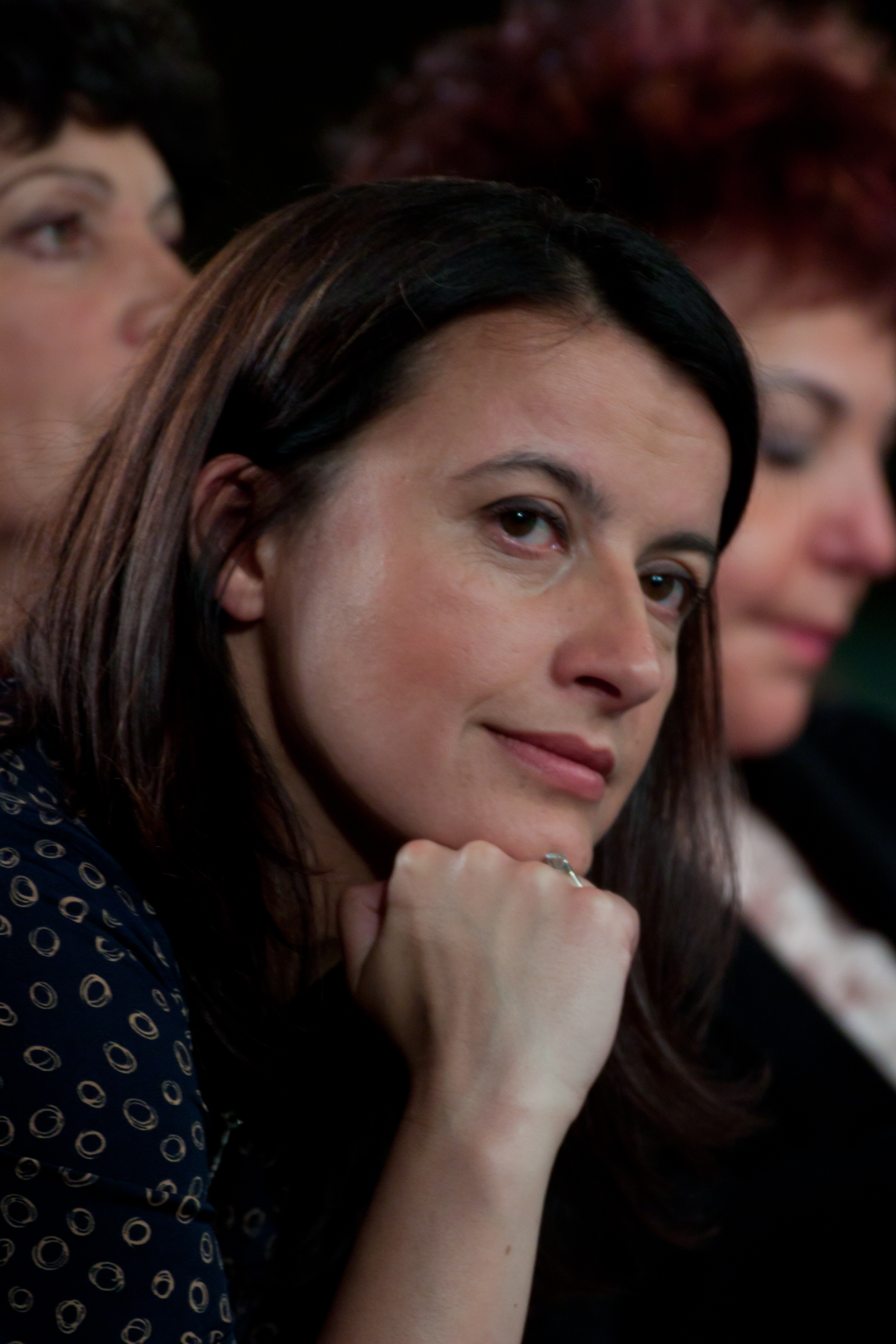
Cécile Duflot en 2012.

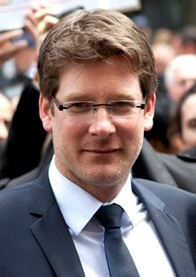
Pascal Canfin en 2012.

François Hollande (Parti socialiste) élu à la présidence de la République, Cécile Duflot a été nommée dans le premier gouvernement de Jean-Marc Ayrault au poste de ministre du Logement ; Pascal Canfin l'a rejointe dans le second gouvernement, au poste de ministre délégué au Développement auprès du ministre des Affaires étrangères Laurent Fabius.
Le Pacte budgétaire européen divise le parti, avec d'un côté Daniel Cohn-Bendit et Yannick Jadot partisans de sa ratification, et de l'autre François de Rugy ou Sandrine Bélier qui s'y opposent. Le parti se prononce contre la ratification à travers une décision de son Conseil fédéral, dénonçant le « carcan de l’austérité » que représente le traité. Au sein du groupe écologiste, 12 des 17 députés votent contre, 2 s’abstiennent et 3 soutiennent la position du gouvernement pour la ratification.
Élu secrétaire national en juin 2012, Pascal Durand annonce le 25 septembre 2013 qu'il va quitter la direction d'Europe Écologie Les Verts, soit quelques jours après l'« ultimatum » lancé par celui-ci au gouvernement s'il ne proposait pas plusieurs mesures écologiques, propos qui ont déclenché de vives critiques dans son propre camp. Durant la même semaine, Noël Mamère, figure historique des Verts, a annoncé son départ du parti, alors qu'en décembre de l'année précédente, Daniel Cohn-Bendit, l'un des « architectes » du bon score du parti écologiste aux élections européennes de 2009, choisissait également de s'en éloigner.
Depuis mai 2012, les écologistes se sont plusieurs fois distingués de la position du gouvernement issu de la majorité Parti socialiste, notamment au sujet de la taxe sur le diesel, au moment de l'éviction de la ministre de l'Écologie Delphine Batho et lors de l'affaire Leonarda, quand certains cadres ont appelé les lycéens à manifester contre l'action du ministre de l'Intérieur Manuel Valls. Jean-Vincent Placé, président du groupe Europe Écologie Les Verts au Sénat, a pour sa part un temps envisagé une sortie du gouvernement,,,.
Le 16 novembre 2013 s'est déroulé le congrès de Caen, chargé d'élire un successeur à Pascal Durand. La motion principale, « Pour un cap écologiste », soutenue par Cécile Duflot, Jean-Vincent Placé et de nombreux parlementaires, emporte 38,29 %, en deçà de l'objectif des 40 % qu'ils s'étaient fixés. Afin qu'Emmanuelle Cosse, première signataire de cette motion, devienne secrétaire nationale d'Europe Écologie Les Verts, des négociations se déroulent avec les motions arrivées derrière, comme « La motion participative » (LMP) d'Yves Cochet et Alain Lipietz (20,58 %, considérée comme plus à gauche), « Via écologica » de Stéphane Gatignon, Karim Zéribi et Christophe Rossignol (17,07 %) et plus loin derrière « Là où vit l'écologie » (LOVE) d'Eva Joly (8,76 %), « Avenir écolo » (6,30 %), « Déterminé-e-s » (4,14 %) et « Objectif Terre » (3,47 %). Le 30 novembre, Emmanuelle Cosse devient officiellement secrétaire nationale d'Europe Écologie Les Verts, élue la semaine suivante avec 55 % des voix. Le 1er décembre 2013, Thierry Brochot est élu président du conseil fédéral et Sandrine Rousseau et Éric Loiselet deviennent porte-parole.
En octobre 2013, le magazine Cash Investigation critique les liens entre le parti et la formation des élus. Selon l'émission, l'organisme de formation Cédis aurait participé en 2004, pour un montant de 75 000 euros, à l'achat du siège parisien à l'époque des Verts. La somme a été remboursée peu après, à la suite de l'intervention d'un commissaire aux comptes. Toujours en 2004, le Cédis aurait financé 75 % de la location des locaux pour l'Université d'été des Verts, en tenant sa formation en même temps. Le Conseil d'administration du Cédis a indiqué que le documentaire était hors sujet, que le reportage était uniquement à charge alors que l'organisme a répondu pendant plusieurs mois dans la plus grande transparence à toutes les questions posées par les journalistes sur son fonctionnement, ses finances et sur ses liens avec le parti, sans que ces réponses aient été intégrées dans le documentaire. Début décembre 2013, la députée Isabelle Attard a, à son tour, démissionné d'Europe Écologie Les Verts et a rejoint Nouvelle Donne.
En avril 2014, Europe Écologie Les Verts a annoncé qu'il ne participerait pas au gouvernement conduit par Manuel Valls. Au sein du parti, deux lignes stratégiques se sont opposées, l'une soutenue par Cécile Duflot, l'autre par Jean-Vincent Placé. La première justifiait la sortie du gouvernement par le soutien majoritaire de son parti et cherchait des convergences avec la gauche du Parti socialiste, alors que le second regrettait cette décision et mettait en lumière de possibles convergences avec le centre au sujet de la réforme territoriale ou de l'introduction de la proportionnelle dans les élections législatives, le tout avec l'hypothèse d'une candidature Duflot à la présidentielle 2017 en toile de fond.
Le 16 septembre 2013, le député européen José Bové est désigné par Europe Écologie Les Verts pour représenter la France à la primaire européenne verte, en vue des élections européennes de 2014. Il a été élu, en tandem avec l'allemande Ska Keller, tête de liste du Parti vert européen et candidat à la présidence de la Commission européenne.

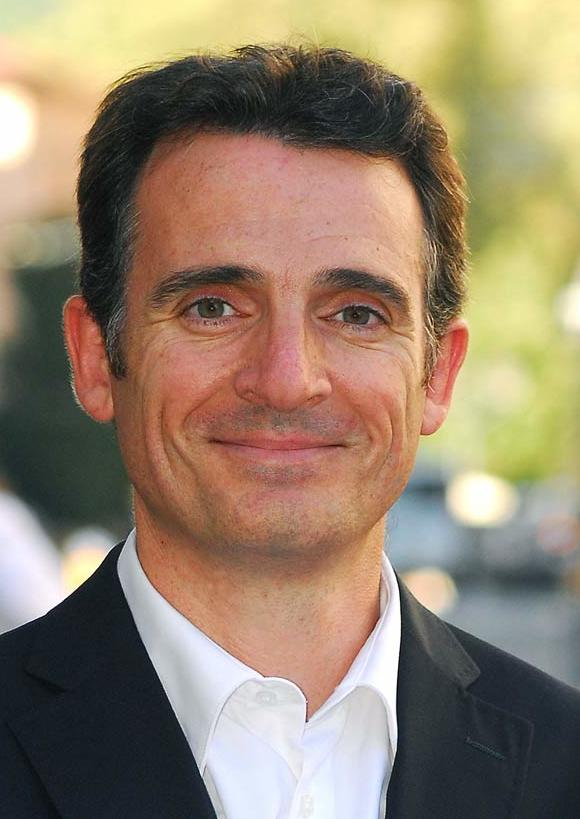
Éric Piolle, maire de Grenoble.

En avril 2014, Éric Piolle devient à Grenoble le premier maire écologiste d'une grande ville, en alliance notamment avec La France Insoumise, et en opposition au Parti Socialiste. Il devance ainsi la vague des victoires municipales de 2020 et acquiert ainsi une notoriété nationale, en promouvant des alliances clairement à gauche sous le nom d'« arc humaniste ».
Aux élections départementales de 2015, Europe Écologie Les Verts obtient seulement 2,03 % des voix au premier tour. Ces résultats suscitent des tensions au sein du parti. Le parti ne parvient à faire élire que 32 conseillers départementaux sur l'ensemble du territoire.
Aux élections régionales de 2015, Europe Écologie Les Verts obtient 6,81 % des voix au premier tour, soit près de la moitié du pourcentage obtenu aux élections régionales de 2010. En raison de ce mauvais score, le parti fait face à des problèmes financiers pour rembourser ses frais de campagne,.

### 2015-2016: scission de l'aile droite et multiples départs
Quelques jours plus tard, une crise naît au sein du parti entre les partisans et les opposants à un retour dans le gouvernement. Certaines analyses estiment alors qu'une scission au sein du parti est « inévitable ». Selon un sondage réalisé en avril 2015, 60 % des Français pensent qu'Europe Écologie Les Verts risque d'imploser.
Fin août 2015, Jean-Vincent Placé et François de Rugy, respectivement président du groupe écologiste au Sénat et coprésident du groupe écologiste à l'Assemblée nationale quittent le parti,, provoquant une crise ouverte au sein des écologistes. Jean-Vincent Placé affirme qu'Europe Écologie Les Verts « est un astre mort, une structure morte qui donne aujourd'hui une vision caricaturale et politicienne de l'écologie », tandis que François de Rugy dénonce « une dérive gauchiste ». Les deux présidents de groupe sont favorables à un retour des écologistes au gouvernement et opposés à une alliance avec le Front de gauche en vue des élections régionales de décembre 2015. Quant à Barbara Pompili, même si elle partage la même analyse que Jean-Vincent Placé et François de Rugy, elle se refuse à ce moment à quitter Europe Écologie Les Verts, préférant défendre ses convictions à l'intérieur du parti. Les deux parlementaires créent alors un autre mouvement, Écologistes !, ainsi que l'Union des démocrates et des écologistes, qui fédère Écologistes ! et d'autres petits mouvements politiques de centre gauche. Les semaines suivantes, plusieurs élus locaux quittent à leur tour Europe Écologie Les Verts.
En septembre 2015, Stéphane Gatignon, maire écologiste de Sevran, annonce qu'il quitte le parti et 200 adhérents d'Île-de-France avec lui. Il se dit triste de voir ce que ce parti « est devenu » et accuse Europe Écologie Les Verts d'« être devenu une remorque de la gauche de la gauche ». Quelques jours plus tard, Barbara Pompili, co-présidente du groupe Europe Écologie Les Verts à l'Assemblée, quitte à son tour le parti[réf. nécessaire].
Emmanuelle Cosse estime que « ces départs […] viennent tous d'anciens apparatchiks des Verts ».
En janvier 2016, l'un des fondateurs d'Europe Écologie Les Verts, Jean-Paul Besset, quitte le parti. Le mois suivant, l'ancien secrétaire national Pascal Durand fait de même pour rejoindre Nicolas Hulot.
En février 2016, à l'occasion d'un remaniement ministériel, la secrétaire nationale d'Europe Écologie Les Verts Emmanuelle Cosse entre au sein du gouvernement Manuel Valls (2) comme ministre du Logement et déclare se mettre en retrait du parti. Europe Écologie Les Verts désapprouve dans un communiqué cette participation gouvernementale, précisant « que la politique gouvernementale est malheureusement incompatible avec des orientations écologistes, de justice sociale, solidaires, et à même de construire une société apaisée » alors qu'Emmanuelle Cosse se dit « heureuse de poursuivre au gouvernement [son] engagement pour une écologie en action ». Un secrétaire national par intérim, David Cormand, est nommé à sa place. Jean-Vincent Placé et Barbara Pompili, récemment démissionnaires d'Europe Écologie Les Verts, entrent également au gouvernement.
Le 18 avril 2016, le député et vice-président de l'Assemblée nationale Denis Baupin annonce qu'il démissionne à son tour d'Europe Écologie Les Verts, affirmant qu'il « partage de moins en moins les choix stratégiques du mouvement ». Le 30 avril 2016, l'ex-secrétaire nationale d'Europe Écologie Les Verts Emmanuelle Cosse quitte le groupe Europe Écologie Les Verts et apparentés du conseil régional d'Île-de-France.
En mai 2016, Europe 1 révèle qu'Europe Écologie Les Verts ne compterait plus que 6 000 adhérents, alors qu'ils étaient encore 16 000 en 2010. La porte-parole du mouvement Sandrine Rousseau affirme que ce chiffre serait dû au fait que des adhérents n'auraient pas renouvelé leurs cartes, mais que le nombre serait toujours de 8 000 adhérents. Emmanuelle Cosse affirme en juillet 2016 qu'EELV compte seulement 3 000 adhérents.
Le groupe Europe Écologie Les Verts à l'Assemblée nationale est dissous en mai 2016 par manque de députés, six députés, tous anciens membres d'Europe Écologie Les Verts, ayant rejoint le groupe socialiste.
Lors du congrès extraordinaire du 11 juin 2016, David Cormand est élu secrétaire national. La Motion D (Réinventer Horizon 2025) obtient 1 128 voix (34,42 %), devant la Motion A (Écologie en Commun) qui obtient 772 voix (23,56 %), juste derrière la motion B (L'Imprévu), 547 voix (16,69 %), les autres motions C (Europa) et E (Tic-tac) obtiennent respectivement 543 voix (16,57 %) et 242 voix (7,38 %). Quant à eux, les votes blancs représentent 45 voix (1,37 %).

### 2016-2017: élection présidentielle: primaire écologiste et ralliement à la candidature socialiste

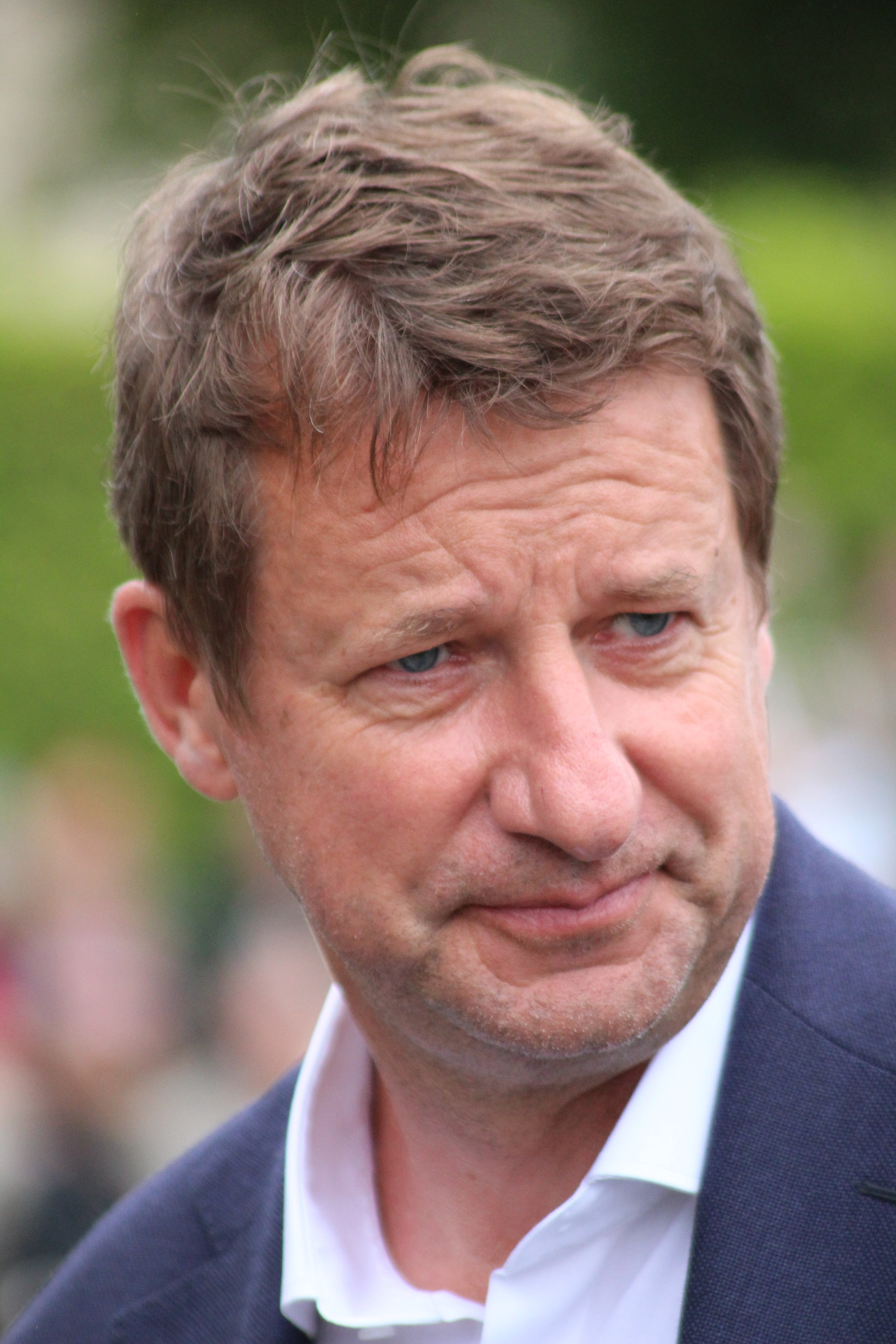
Yannick Jadot en 2021.

Après avoir dans un premier temps montré de l'intérêt à l'idée de prendre part à une primaire rassemblant l'ensemble de la gauche, Europe Écologie Les Verts décide finalement en juillet 2016 d'organiser sa propre primaire en vue de l'élection présidentielle, et donc de ne pas participer à celle organisée par le Parti socialiste. Quatre candidats sont retenus pour le premier tour de la primaire organisée en octobre, à savoir Cécile Duflot, Yannick Jadot, Karima Delli et Michèle Rivasi.
Néanmoins, la primaire suscite des critiques et des doutes sur son bien-fondé dès le départ : des analystes se demandent par exemple de quoi pourront débattre les candidats vu que leurs programmes ne présentent que peu de différences entre eux. L'ancienne secrétaire nationale d'Europe Écologie Les Verts Emmanuelle Cosse qualifie la primaire de « petite primaire d'un petit parti ». De son côté, la secrétaire d'État à la biodiversité Barbara Pompili y voit le « jeu » d'un parti devenu « groupuscule ». En octobre 2016, un sondage indique que plus d'un Français sur deux juge que la participation d'un candidat écologiste à l'élection présidentielle serait inutile.
Pour accentuer le tout, le secrétaire national David Cormand fait part de son inquiétude à l'idée que le candidat d'Europe Écologie Les Verts qui sera investi par la primaire n'obtienne même pas les 500 parrainages d'élus nécessaires pour se présenter à la présidentielle, étant donné la forte chute du nombre d'élus Europe Écologie Les Verts depuis 2012.
La primaire est remportée au second tour par Yannick Jadot, qui obtient 54 % des voix face à Michèle Rivasi.
Le 4 décembre 2016, le sénateur Joël Labbé quitte Europe Écologie Les Verts, ce qui porte le groupe écologiste au Sénat à cinq adhérents EELV et cinq non-EELV.
En décembre 2016, le co-président du groupe Europe Écologie Les Verts au conseil régional d'Île-de-France déclare qu'il voit dans le projet de Benoît Hamon, candidat à la primaire de la gauche organisée par le Parti socialiste, un projet « écolo-compatible ». En conséquence, il appelle Yannick Jadot à renoncer à sa candidature au profit de Benoit Hamon si celui-ci remporte la primaire. Yannick Jadot fait alors savoir qu'il refuse cette proposition, n'y voyant que de la « politique-fiction ».
Le 16 février 2017, 59,5 % des adhérents et sympathisants Europe Écologie Les Verts inscrits à la primaire du parti votent à 89,7 % pour une « recherche de convergences et de rassemblement » de leur candidat, Yannick Jadot, avec le candidat du Parti socialiste, Benoît Hamon, et le candidat de la France insoumise, Jean-Luc Mélenchon. Le 26 février 2017, 55,2 % des électeurs de la primaire écologiste approuvent à 79,5 % l'accord prévoyant le ralliement de Yannick Jadot au candidat socialiste Benoît Hamon (15,4 % ont voté contre et 5,1 % ont voté blanc) pour l'élection présidentielle 2017. Néanmoins, le député Sergio Coronado et le maire de Grenoble Éric Piolle choisissent de soutenir Jean-Luc Mélenchon.
Le premier tour des élections législatives de 2017 est très difficile pour Europe Écologie Les Verts, qui voit un grand nombre de ses ténors éliminés, comme Cécile Duflot ou Julien Bayou. Le second tour ne voit qu'un seul député issu d'Europe Écologie Les Verts élu sur tout le territoire : Éric Alauzet, réélu dans le Doubs, grâce au soutien de la majorité présidentielle, mais en perdant l'investiture de son parti. Celui-ci choisit ensuite de se rattacher financièrement au parti présidentiel et de quitter Europe Écologie Les Verts.
Aux élections sénatoriales françaises de 2017, Europe Écologie Les Verts fait élire trois sénateurs : Esther Benbassa à Paris, Guillaume Gontard en Isère et Ronan Dantec en Loire-Atlantique.

### 2017-2020: élections européennes et victoires aux municipales
Ayant perdu la plupart de ses élus par rapport au quinquennat précédent, ne comptant plus de député, Europe Écologie Les Verts connaît des difficultés au début de la présidence d'Emmanuel Macron, le parti étant divisé entre ceux qui prônent l'autonomie aux élections et ceux qui défendent des alliances avec d'autres partis de gauche.
Toutefois, fort de sondages le plaçant nettement au-dessus de 5 %, Europe Écologie Les Verts annonce une liste autonome aux européennes 2019. Yannick Jadot en est la tête de liste et exprime son objectif de 15 %,,, la liste est intitulée Pour le climat.
Le 26 novembre 2018, alors que débute le mouvement des Gilets jaunes et qu'émerge un débat autour de la taxation des carburants automobiles, il exprime son soutien à la hausse de cette taxe, se positionnant en désaccord avec une revendication phare du mouvement. En décembre, Ségolène Royal, qui avait pourtant exprimé un point de vue opposé sur cette question, se déclare prête à s'associer à la liste d'Europe Écologie Les Verts pour les européennes de 2019, à la condition qu'elle ne soit pas tête de liste. Le parti, par la voix de Yannick Jadot, rejette le 20 décembre cette proposition, estimant qu'elle « ressemble un peu à un énième tour de passe-passe du Parti socialiste pour se sauver la mise ».
Yannick Jadot présente l'écologie comme dépassant le clivage « droite-gauche », déclarant : « L'écologie c'est pas la gauche. L'écologie veut occuper une place centrale dans le débat politique. L'écologie c'est bien plus que la gauche »,. Ce positionnement suscite notamment les critiques d'Yves Contassot, conseiller de Paris et ex-Europe Écologie Les Verts passé à Génération.s, qui dénonce un « retour au ni-ni des années Waechter et de l'alignement sur les Grünen prêts à s'allier avec la droite libérale allemande ». Les écologistes allemands étant alliés à la droite dans certains exécutifs régionaux. Cette stratégie est aussi critiquée par Benoît Hamon, pour les mêmes raisons.

#### Élections européennes de mai 2019
Lors de la campagne pour les européennes, le parti éclaircit son positionnement politique dans un sens antilibéral : « Notre planète et notre société est dans un tel état, on n'a pas le choix que de changer ce système », dénonce alors Damien Carême. Quant à Yannick Jadot, il explique vouloir faire de l'écologie « la pensée cardinale » de l'Union européenne au détriment de l'orthodoxie budgétaire qu'incarne la limitation du déficit des États membres à 3 % de leur PIB. Europe Écologie Les Verts souhaite également mettre fin aux inégalités salariales entre les femmes et les hommes et accueillir les personnes migrantes.
Aux élections européennes de 2019, alors que la liste avoisinait les 5 % dans certains sondages (7 % ou 8 % dans d'autres), Europe Écologie Les Verts crée la surprise en remportant 13,5 % des suffrages exprimés avec 3 055 023 voix en terminant derrière La République en marche mais loin devant la liste d'union de la droite et du centre rassemblée derrière François-Xavier Bellamy. La liste écologiste obtient ainsi 13 sièges au Parlement européen. Dans son discours, bien qu'alarmé par le score du Rassemblement national en France ainsi que la montée de l'extrême droite en Europe, Yannick Jadot félicite tous les écologistes d'Europe et parle « d'une vague verte européenne ». Cette vague verte s'inscrit dans un mouvement de fond observé de poussée des listes écologistes dans l'Union qui voient leur représentation politique au Parlement européen augmenter de 40 %, c'est-à-dire 69 sièges, bien que cette augmentation soit moins fortes en Europe de l'Est issu de l'ancien bloc soviétique.
Au niveau national, Europe Écologie Les Verts se présente alors comme un parti majeur de l'échiquier politique français. Yannick Jadot se réjouit aussi de la hausse de participation, notamment chez les jeunes.

#### Élections municipales de mars-juin 2020

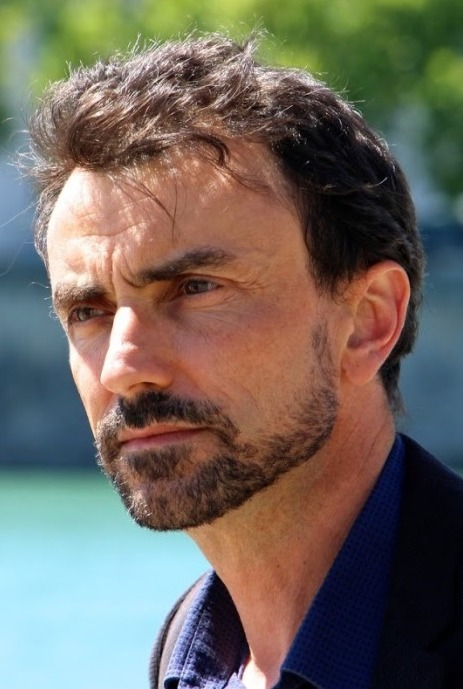
Grégory Doucet, maire de Lyon.

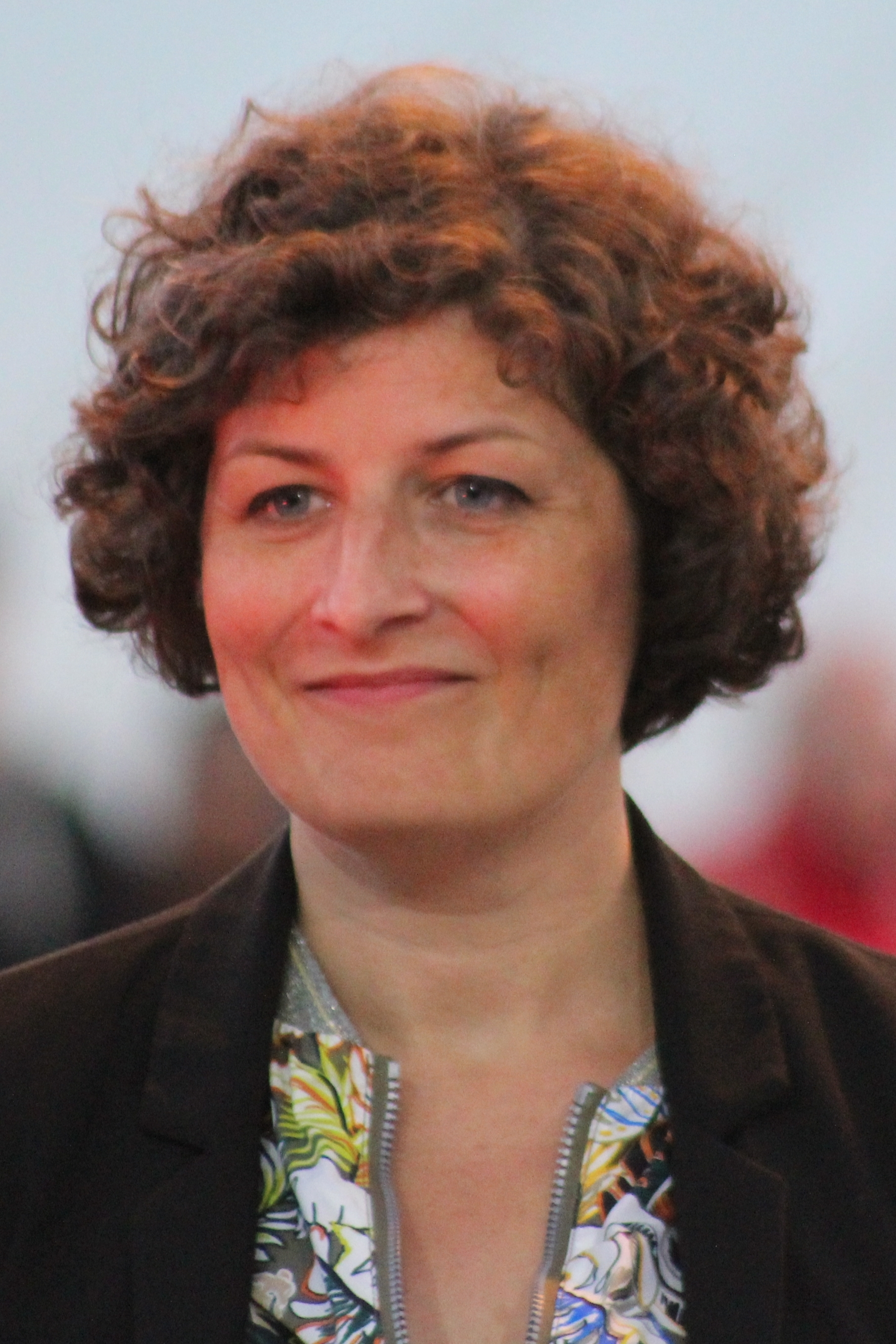
Jeanne Barseghian, maire de Strasbourg.

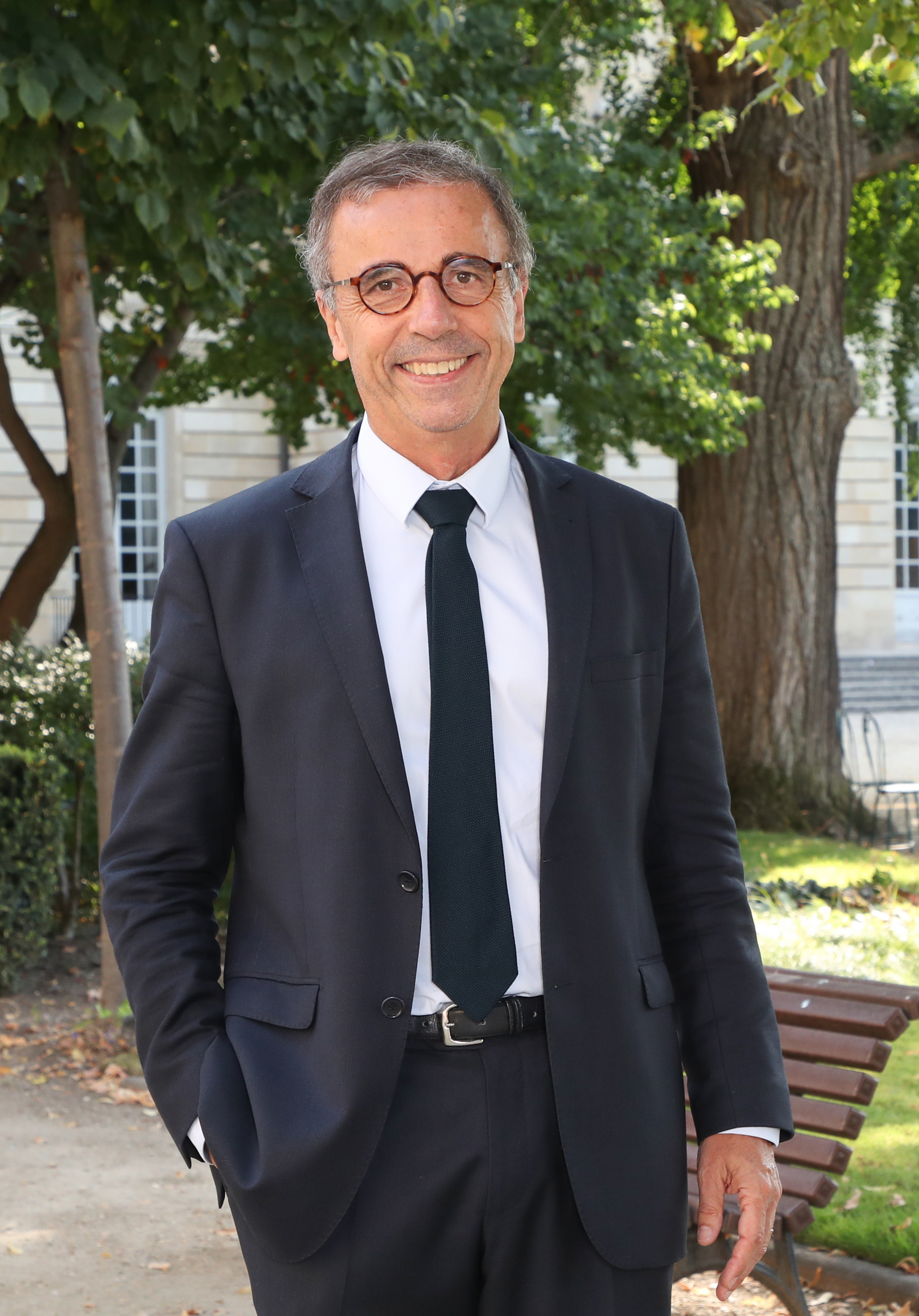
Pierre Hurmic, maire de Bordeaux.

À la suite du succès des élections européennes, les sondages pour les élections municipales prévoient de bons résultats pour Europe Écologie Les Verts. Ainsi, des villes comme Rouen, Villeurbanne, Strasbourg, Besançon ou Lille sont considérées comme pouvant être remportées. Le soir du premier tour, une vingtaine de listes écologistes gagnent les élections dès le premier tour (dont des maires sortants comme à Schiltigheim), et Europe Écologie Les Verts ou des listes d'union de la gauche menées par le parti arrive en tête dans plusieurs grandes villes (Besançon, Lyon, Strasbourg ou encore Grenoble), ou deuxième mais favori dans d'autres (Bordeaux, Poitiers). Les scores sont cependant décevants dans plusieurs grandes villes comme Paris, Nîmes, Montpellier, Perpignan ou Marseille. Dans cette dernière cependant, la liste Europe Écologie Les Verts (8 % au premier tour) fusionne avec la liste d'union de la gauche arrivée en tête (23 %), d'ailleurs menée par une candidate écologiste issue mais suspendue du parti, Michèle Rubirola.
À Perpignan, la candidate écologiste Agnès Langevine se retire pour « faire barrage à l’extrême droite » dans la seule ville de plus de 100 000 habitants où le Rassemblement national est annoncé vainqueur. Le RN l'emporte finalement.
Le second tour confirme ces bons scores puisque le parti gagne les municipalités majeures de Lyon, Strasbourg et Bordeaux, cette dernière n'ayant pas connu d'alternance depuis 1945, mais aussi Besançon, Tours, Poitiers et Grenoble, où la majorité sortante est réélue. Les candidats de Lille et Metz essuient tous deux une courte défaite de 200 voix, respectivement contre et avec le Parti socialiste. Les listes de Rouen et Villeurbanne se rallient à celles du Parti socialiste, toutes deux élues, comme celle de Marseille. En août 2020, le parti revendique plus de 10 000 adhérents à jour de cotisation, la moyenne d'âge étant rajeunie.
En septembre 2020, après plusieurs déclarations de maires EELV ayant suscité des polémiques, plusieurs médias commentent la communication de ces élus. Pour Romain Herreros du Huffpost, la déclaration de Pierre Hurmic de supprimer l'arbre de Noël à Bordeaux survient « dans un contexte où ces néo-édiles sont accusés de prendre des mesures liberticides et anti-populaires ». Ces polémiques à répétition auraient pour effet de provoquer une forme d’agacement chez les partisans écologistes non membres du parti,. Le mouvement reçoit plusieurs invectives des adversaires politiques et des éditorialistes, parfois utilisées de longue date,, comme « pastèques », « écologistes punitifs » ou « khmers verts »,. Ces polémiques amorcées par les maires écologistes sont, selon un sondage trop jugées sévèrement par les Français de toutes les sensibilités politiques, la décision de Pierre Hurmic suscitant même un rejet à 55 % chez les électeurs qui se déclarent politiquement proches d'EELV.

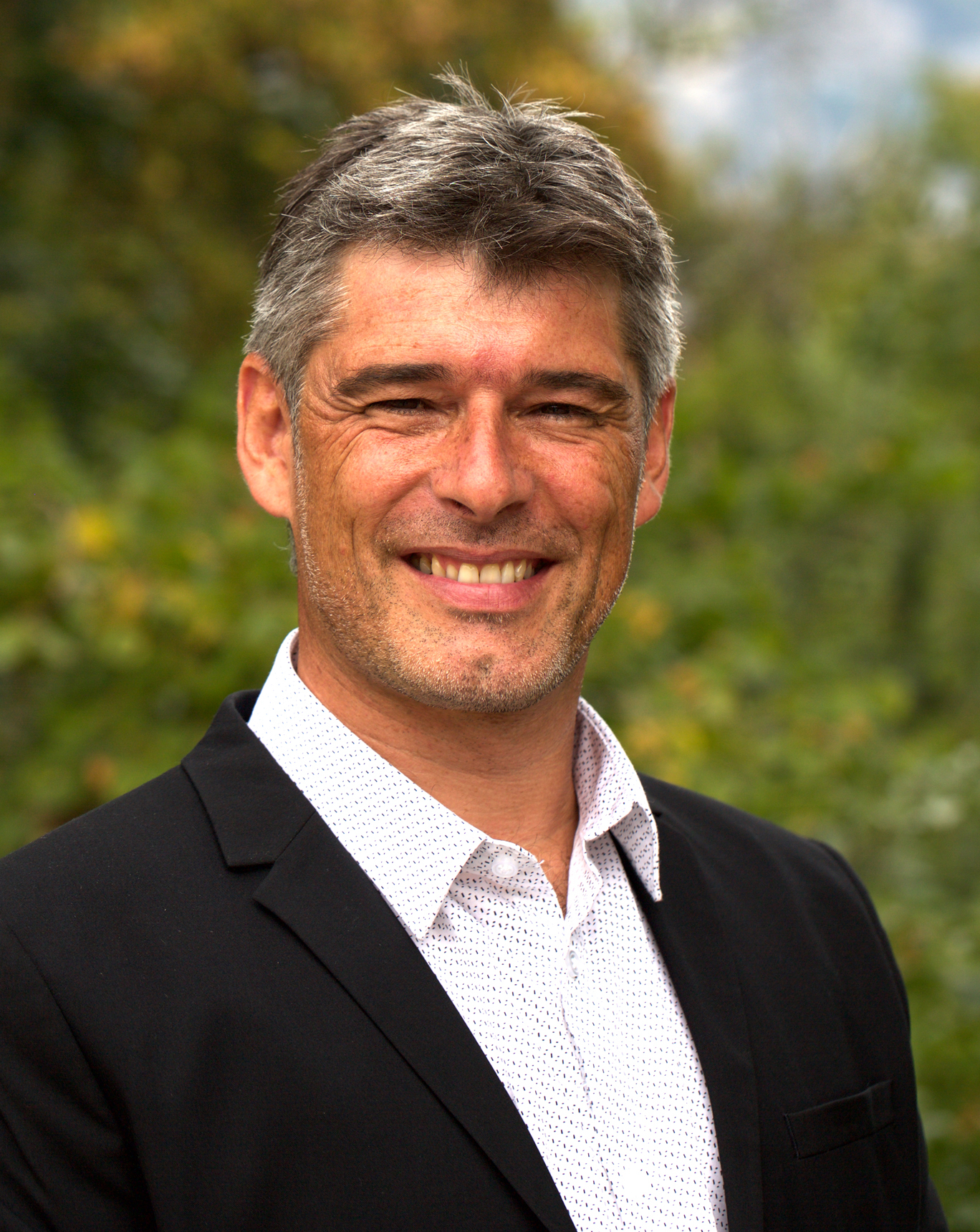
Guillaume Gontard en 2018.

Aux élections sénatoriales françaises de 2020, Europe Écologie Les Verts fait élire six sénatrices et sénateurs : Thomas Dossus et Raymonde Poncet-Monge dans le Rhône, Jacques Fernique dans le Bas-Rhin, Monique de Marco dans la Gironde, Daniel Salmon en Ille-et-Vilaine et Guy Benarroche dans les Bouches-du-Rhône. Ces victoires permettent le retour d'un groupe écologiste au Sénat, perdu en 2017, sous la présidence de Guillaume Gontard.

### 2021-2022: élections présidentielles et législatives

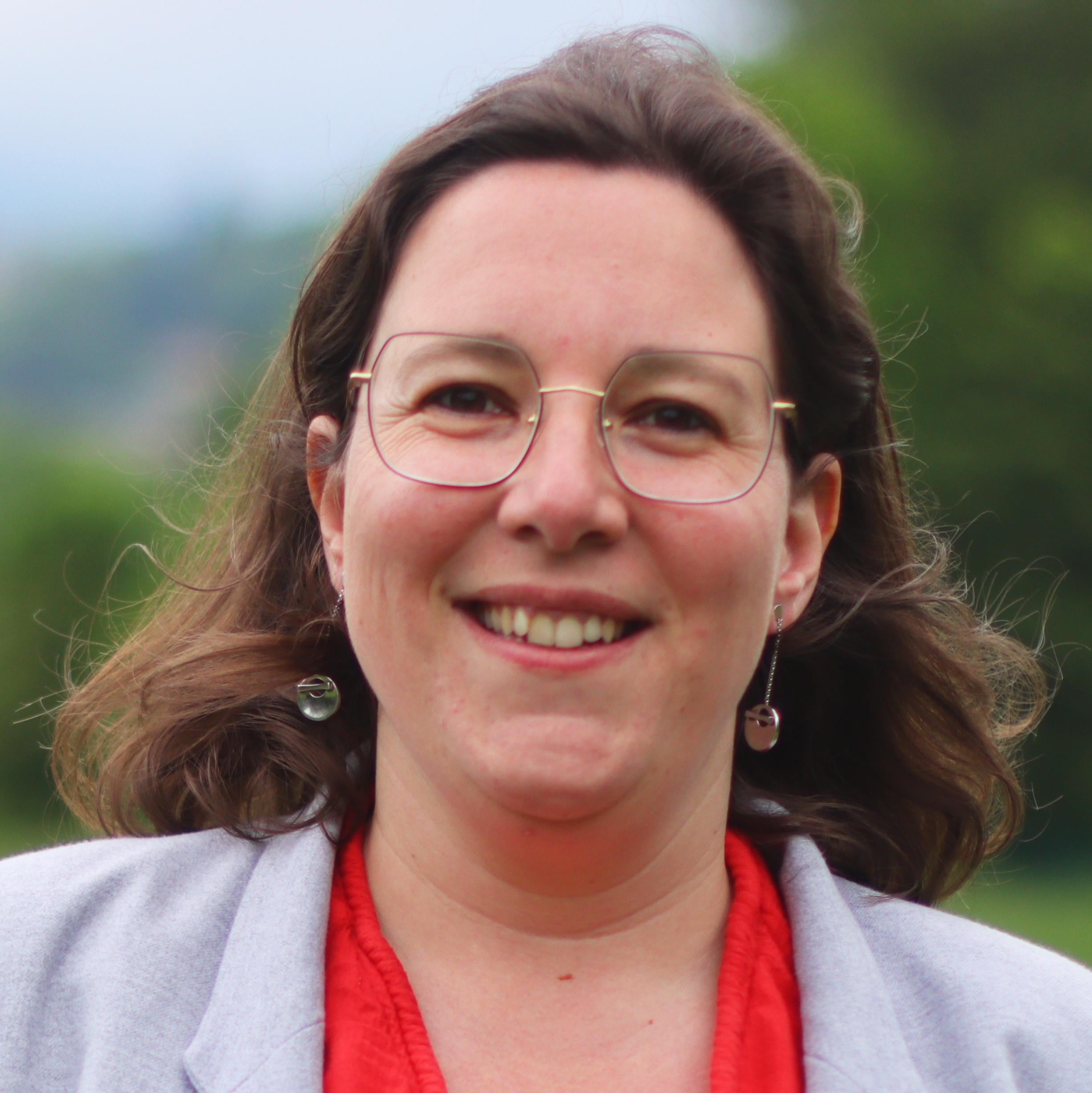
Cyrielle Chatelain en 2022.

En vue de la présidentielle de 2022, EELV forme le Pôle écologiste, composé également de G.s, GÉ, CÉ et du MdP. Une primaire écologiste doit être organisée en 2021 avec tous ces partis. Yannick Jadot est désigné comme candidat après un second tour serré face à Sandrine Rousseau, jugée plus radicale. À l'issue du premier tour, Yannick Jadot obtient moins de 5% des voix. Un appel aux dons est lancé le soir même des résultats afin de financer la campagne.
Malgré l'absence de la gauche au second tour des présidentielles, Jean-Luc Mélenchon (La France insoumise) arrive largement en tête des partis de gauche au premier tour avec 21,95% des suffrages exprimés, loin devant le deuxième, Yannick Jadot (4,63%). En préparation des élections législatives, La France insoumise souhaite établir une union avec les autres partis de gauche, notamment EELV, afin de constituer une majorité de députés à l'Assemblée nationale sous une bannière commune. L'objectif des négociations est de se concerter sur des points de programme, mais également de ne présenter qu'un seul candidat par circonscription afin de ne pas éparpiller les voix des électeurs comme ce fut le cas en 2017, le scrutin à deux tours ne favorisant pas la pluralité.
Sandrine Rousseau, candidate EELV pour la 9e circonscription de Paris, se dit favorable à une coalition : « Un accord à gauche pour les législatives serait un tournant historique ». En revanche, Yannick Jadot exprime une volonté d'union, mais estime qu'avec Jean-Luc Mélenchon à la tête de celle-ci, « ça ne marchera pas ».
Le 2 mai 2022, La France insoumise et EELV annoncent avoir conclu un accord pour les élections législatives et présenteront leurs candidats respectifs à l'élection sous la bannière « Nouvelle Union populaire écologique et sociale ». L'accord permet de reconstituer un groupe écologiste à l'Assemblée Nationale, sous la présidence de Cyrielle Chatelain. Il compte 21 députés, dont 13 EELV.

### Depuis 2022: Marine Tondelier nouvelle secrétaire nationale
En octobre 2022, EELV absorbe Les Nouveaux Démocrates (LND), une petite formation de centre gauche issue de La République en marche et fondée par Aurélien Taché.

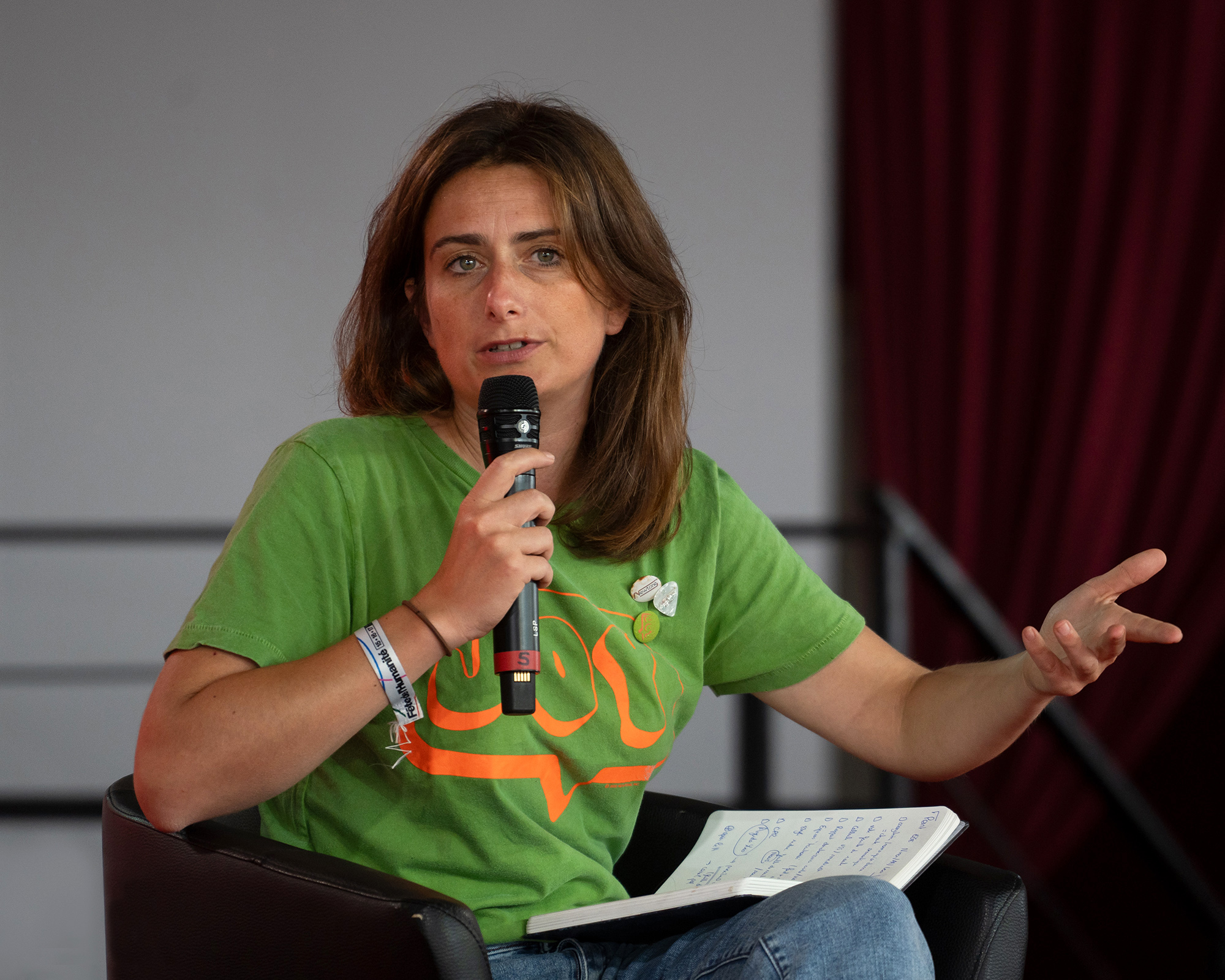
Marine Tondelier en 2023.

Le congrès de novembre 2022 désigne Marine Tondelier secrétaire nationale, en dépit de critiques quant au rétrécissement de l'espace politique des écologistes.
Europe Écologie Les Verts adopte une motion de changement de nom au profit de « Les Écologistes » lors d'un vote interne, le 10 décembre 2022. Ce choix est confirmé par l'adoption de la motion « Nous ouvrir pour nous reconstruire » à 63,2 %, le 10 juillet 2023, à l'issue d'« états généraux de l'écologie ». Pour acter ce changement de nom, une « convention pour la rénovation » est prévue le 14 octobre 2023. Marine Tondelier déclare : « dans tous les cas, sur les bulletins des européennes en juin 2024, il y aura les deux logos : Les Écologistes et Europe Écologie-les Verts ». Cependant, la marque est déjà revendiquée par le mouvement Les Écologistes depuis 2010 et une procédure judiciaire est engagée en août 2023 par son président, Antonin Duarte, qui invoque son antériorité et notoriété ; ce mouvement est proche de la majorité présidentielle d'Emmanuel Macron.
En vue des élections européennes de 2024 en France, une liste unique NUPES n'est pas envisagée bien que La France insoumise propose la tête de cette possible liste à Europe Écologie Les Verts en raison de leur bon score à ce scrutin en 2019 (13,5 %, troisième position). Dès 2023, EELV émet une fin de non-recevoir et désigne Marie Toussaint pour conduire une liste écologiste.
En 2023, le parti adopte un nouveau slogan, « Venez comme vous êtes ! ».
Les Écologistes est lancé le 14 octobre 2023. Ce changement de nom doit être acté en février 2024 par une modification des statuts et les deux noms cohabiteront jusqu'aux élections européennes.
La campagne des européennes 2024 est décrite comme difficile, dans un contexte peu porteur, avec un score attendu inférieur à celui des précédentes élections,. Certains parlent d'un début de campagne ratée et d'une mauvaise stratégie créant des divisions au sein même du parti entre ses ailes réformistes et plus radicales.
C'est dans ce contexte, et sans attendre la fin des élections, que les deux principaux courants d’opposition au sein du parti écologiste le Printemps écologiste et Ce qui nous lie déposent des motions appelant à la convocation d’un congrès extraordinaire sans attendre d'échéance pour l’automne 2025,. Les élections donnent aux européennes un résultat en baisse, comme pour d'autres partis écologistes européens, mais les élections législatives anticipées marquées par une majorité relative de l'union des gauches se caractérise par une progression du nombre de députés du parti.

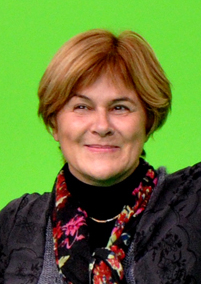
Dominique Voynet, de retour à l'Assemblée nationale en 2024.

Dans la foulée des élections européennes et des législatives anticipées provoquées par la dissolution de l'Assemblée nationale par Emmanuel Macron, le parti entre rapidement dans le Nouveau Front populaire. Aiguillonné par la menace d'une victoire du RN, les Écologistes jouent un rôle pivot dû à leur place centrale dans le spectre politique du NFP. Marine Tondelier y gagne une grande exposition médiatique, mettant à profit son expérience d'opposition au RN à Hénin-Beaumont.

## Idéologie
Certains axes du projet sont détaillés ci-dessous,.

### Agriculture
Les écologistes souhaitent « sanctuariser » les terres agricoles françaises : d'une part pour protéger une production locale, et d'autre part pour opérer une transformation écologique du monde agricole. Europe Écologie Les Verts souhaite donc supprimer les circuits longs, développer une agriculture de proximité et limiter la marge prise par les distributeurs. L'objectif en matière environnementale est d'arriver à 30 % de culture biologique et 70 % de culture « durable », c'est-à-dire sans OGM, locale et limitée par des quotas en pesticide.
En matière d'élevage, les écologistes sont opposés à l'élevage industriel, notamment pour l'usage d'antibiotiques prescrit aux bêtes et l'insalubrité des conditions de vie des animaux. La promotion d'une alimentation limitant l'apport en viande est souhaitée afin de réduire la consommation de viande en Europe qui pose des problèmes pour la pollution aux nitrates, les liens récents établis par des scientifiques entre viande rouge et cancer, et l'obésité ou le cholestérol. Le Parti vert européen défend une réforme globale de la PAC afin qu'elle concentre ses subventions sur les petites exploitations, respectueuses de l'environnement et de la vie animale. Benoît Biteau est un des eurodéputés écologistes les plus actifs sur ce sujet. Les écologistes s'opposent également aux traités de libre échange européens, comme le CETA.
En vue des Élections européennes de 2024 en France, les écologistes au parlement européen mettent en avant les votes de leur groupe s'opposant aux réformes de mises en compétition de l'agriculture européenne, et affirment être les "premiers alliés des agriculteurs".
Enfin, les écologistes souhaitent que l'État intervienne pour maintenir une agriculture locale dans les régions les plus urbanisées et limiter l'étalement urbain sur ces zones, comme en Île-de-France.

### Budget
Europe Écologie Les Verts a proposé un budget alternatif pour l'année 2011. Il était présenté selon deux axes : réduction de la dette et transformation écologique de la société. En débloquant 29 milliards sur la suppression de niches « injustes socialement et polluantes » comme le bouclier fiscal et la « niche Copé », les écologistes souhaitent consacrer 15 milliards à la dette et les 14 autres milliards à l'investissement écologique, à la création d'emplois verts et non délocalisables (énergies renouvelables, logement, isolation, etc.) et à la réduction de la consommation de pétrole française. Les écologistes souhaitent parvenir à un équilibre budgétaire, mais par le biais d'un investissement « juste sur tous les plans » et en réduisant les dépenses dans les domaines qui nuisent à l’environnement et les avantages accordés aux plus riches ou aux entreprises ne créant pas d'emplois.

### Économie
Dans le cadre des états généraux de l'emploi et de l'écologie, Europe Écologie Les Verts s'est prononcé en faveur de la création de 600 000 emplois verts dans les domaines du logement, de l'isolation, des nouvelles énergies ou de l'agriculture locale. Ils souhaitent organiser parallèlement à ces nouvelles créations d'emplois une « transition écologique » des industries polluantes et en cours de délocalisations, financer la reconversion des ouvriers et solliciter la création de coopératives produisant écologiquement et localement. En 2007, Dominique Voynet proposait par exemple d'investir un euro dans ces coopératives pour un euro investi par les ouvriers.
Les écologistes sont favorables à la répartition du temps de travail avec pour modèle le travail de l'économiste Pierre Larrouturou, anciennement membre d'Europe Écologie Les Verts et de son bureau exécutif, c'est-à-dire une plus grande généralisation des 35 heures et tendre vers les 32 heures. Le but est d'arriver à un taux de chômage inférieur à 5 % en l'espace d’une mandature de 5 ans.[réf. nécessaire]
Europe Écologie Les Verts souhaite la création d'un nouvel indice de développement prenant en compte plus largement les considérations sociales, et surtout en y ajoutant des mesures de qualité d'environnement et de protection de la biodiversité. La croissance du PIB n'est pas en soi un objectif — Europe Écologie Les Verts considérant qu'il soutient une économie polluante et injuste socialement —, il faut d'abord se concentrer sur le plein-emploi et sur la réduction des inégalités entre les plus riches et les plus pauvres. Pour cela, Europe Écologie Les Verts défend deux nouvelles tranches de taxation des revenus les plus aisés : 60 % pour les revenus entre 100 000 et 500 000 euros et 70 % au-delà par la voix d'Eva Joly lors de l'élection présidentielle de 2012.
De manière générale, la politique économique du parti s'inscrit dans le courant altermondialiste et d'opposition à une forme de "capitalisme prédateur" comme le définit Yannick Jadot durant sa campagne présidentielle. Ce dernier s'est notamment illustré pour son opposition aux lobbys des grands groupes industriels, et son souhait de transparence dans la politique économique. L'euro députée Marie Toussaint parle de "pauvrophobie" dans la manière qu'a le système politique de français de stigmatiser et de ficher les personnes précaires lorsqu'ils dépendent des aides sociales.

### Environnement
Les écologistes se réclament de l'écologie politique, idéologie née à partir de la fin des années 1970 à la suite de travaux de philosophes tels qu'Ivan Illich ou André Gorz. Ce courant de pensée se caractérise par le souhait de repenser le mode de production, de consommation et d'aménagement des ressources naturelles, en développant un système politique nouveau à partir de la relation d'« interdépendance » des personnes, des espèces et de leur environnement.
Littéralement, écologie – οἶκος / oîkos + λόγος / lógos – signifie en grec ancien « science/étude de l'habitat » (ici la Terre). Ainsi, les écologistes défendent une transformation écologique qui permette de baisser les émissions de dioxyde de carbone françaises de 40 % à moyen terme. Pour cela, ils proposent de repenser l'habitat (création d'éco-logements), la ville (développement concret et massif des transports collectifs, des vélos-routes), l'agriculture (objectif 30 % bio – 70 % « agriculture durable », moratoire sur les OGM en plein champ), mais aussi et surtout l'énergie (abandon du nucléaire, création d'un bouquet énergétique 100 % renouvelable (éolien terrestre/off-shore/sous-marin, solaire, biomasse, géothermie, hydraulique) adapté à chaque région en fonction de son environnement). Les scénarios les plus souvent cité pour un mix 100% énergie renouvelable en 2050 sont ceux de l'ADEME et de Négawatt qui parient sur une baisse de la consommation d'énergie finale (de moitié dans le cadre du scénario Négawatt) alors que l'état français prévoit une augmentation de la consommation électrique de 473 TWh en 2019 à 650/700 TWh par an en 2050 dans le cadre de l'électrification des usages fossiles soit une augmentation de 40 à 45 %. La Direction générale énergie climat prévoit quant à elle une consommation de l'ordre de 720 TWh en 2050.
Les écologistes se sont prononcés, notamment à l'occasion de la conférence internationale de Nagoya, pour des mesures drastiques en vue de la préservation intégrale de la biodiversité. Cette dernière est considérée comme essentielle pour les écologistes qui en font un véritable indice d'une société plus saine, dans laquelle les humains cohabitent en harmonie avec l'ensemble des espèces de la faune et de la flore.
Par ailleurs, Europe Écologie Les Verts défend une meilleure prise en charge de l'animal dans la société, une plus grande protection de son intégrité physique ainsi que le respect de ses besoins naturels,.

### Europe
Europe Écologie Les Verts est une formation politique qui fait converger environnementalisme, orientation de centre gauche à gauche radicale et eurofédéralisme. Elle est membre du Parti vert européen. Elle défend la mise en place d'une assemblée constituante européenne, d'une haute autorité de la transparence pour lutter contre le poids des lobbys, ou encore la mise en place d'un référendum d'initiative citoyenne à l'échelle de l'Union européenne.
Elle défend une intensification de l'harmonisation des lois des États membres, de leur système éducatif, de la politique extérieure et en matière économique et sociale. Si les écologistes sont partisans de l'euro, ils s'opposent cependant à la plupart des autres partis fédéralistes d'Europe en matière sociale : Europe Écologie Les Verts défend un salaire minimum européen, une répartition du temps de travail pensée à l'échelle européenne ainsi qu'un élargissement des moyens d'interventions des salariés dans les pouvoirs de décision des entreprises.
Durant les Élections européennes de 2024 en France, la tête de liste écologiste Marie Toussaint, défend un droit de véto européen pour empêcher tout projet de loi à l'échelle européenne qui pourrait mettre en danger la vie ou les droits des 10% d'européens les plus pauvres. Le second sur la liste, David Cormand, souhaite également que l'Europe, premier client du monde, change ses réglementations en matière de protection des données numériques, pour obliger l'ensemble des sites Internet à s'adapter, et à mieux protéger les données des utilisateurs.

### Relations internationales
Sur le plan international, le parti écologiste veut baisser la part des ventes d'armes dans le commerce extérieur, défendre un vaste plan d'investissement et de développement écologique en Afrique (énergie renouvelable, subventions à des entreprises coopératives et équitables et endiguement de la désertification principalement). Europe Écologie Les Verts veut par ailleurs répondre à la crise agricole en baissant le nombre de cultures vouées à l'alimentation des élevages (un tiers des terres agricoles mondiales — mais dont la quasi-totalité revient à l'Occident) et en développant la permaculture et le soutien aux exploitations familiales. Enfin sur les questions de société, la plupart des écologistes veulent promouvoir une dépénalisation mondiale de l'homosexualité et de la transidentité, et la parité dans les institutions internationales.
Europe Écologie Les Verts, comme le parti écologiste qui le précédait, Les Verts, possède une tradition pacifiste en matière de politique de défense, voire antimilitariste (Eva Joly, candidate à l'élection présidentielle de 2012, proposait notamment de supprimer le défilé militaire du 14 Juillet). Toutefois, en 1999, il soutient globalement l'intervention militaire au Kosovo ; en 2011, deux députés (Noël Mamère et François de Rugy) votent pour la prolongation des opérations militaires en Libye et, en 2013, la grande majorité des ténors du parti se prononcent pour une attaque militaire contre la Syrie.
Récemment, en outre, le parti s'est illustré pour son soutien à l'Ukraine face à l'invasion russe, le peuple des Ouïghours victime de génocide par le régime chinois, et son souhait d'une solution à deux pays entre Israël et la Palestine (État) avec également la libération des otages israéliens après les attaques du 7 octobre, ainsi que la fin de la colonisation israélienne et la protection des civils à Gaza face aux attaques militaires du Gouvernement Netanyahou.
Enfin, dans son approche géopolitique, le parti se présente comme pacifiste, et défend les populations opprimées à travers le monde, notamment dans les pays autoritaires, ou face à des chefs d'états très conservateurs, comme en Hongrie avec Viktor Orbán ou en Turquie avec Recep Tayyip Erdoğan.

### Social
Europe Écologie Les Verts considère qu'un monde dans lequel subsistent de profondes inégalités sociales n'est pas durable. Il dénonce régulièrement le fait que les plus pauvres sont les premières victimes de la dégradation de l'environnement alors qu'ils en sont souvent les derniers responsables.
D'un point de vue plus général, Europe Écologie Les Verts considère que les revenus d'une personne devraient représenter ce qu'elle apporte à la société en général et non uniquement ce qu'elle apporte à l'économie marchande comme c'est le cas actuellement. Ils militent donc pour une déconnexion plus importante des notions de revenus et de travail marchand, certains soutenant l'idée d'un revenu de base.
Sur la question des retraites, Europe Écologie Les Verts a proposé une réforme alternative à celle engagée par le gouvernement à l'automne 2010 qui permettrait de conserver l'âge de départ à la retraite à 60 ans tout en étalant les possibilités de départ en fonction de la pénibilité (travail de nuit, charges lourdes, maladies professionnelles, etc.) de 55 ans à 65 ans, pour ceux désirant poursuivre leur travail après 60 ans. Ils proposent que les travailleurs s'apprêtant à partir à la retraite puissent engager un jeune en fin d'étude pour lui donner à la fois une expérience professionnelle (type alternance) et un emploi sûr à la sortie de ses études (type CDI) lors du départ à la retraite de son « parrain ».
Le parti a lutté contre la réforme des retraites du Gouvernement Élisabeth Borne, et les élus parlementaires ont proposé des lois pour ouvrir le Revenu de solidarité active aux 18-25 ans, améliorer l'indemnisation des maisons fissurées, la création d'une prime de 50 euros pour les bénéficiaires des minimas sociaux. Parmi les textes écologistes adoptés par l'Assemblée Nationale, il y a notamment l'interdiction des polluants éternels, et la création d'un revenu digne pour les agriculteurs.

### Société
Europe Écologie Les Verts est considéré comme progressiste sur les questions de société. Le principe de base est l'autonomie de l'individu, c'est-à-dire qu'aucun droit supérieur ne peut décider de la vie de chacun (morale religieuse, raison d'État, etc.).[réf. nécessaire] La plupart soutiennent en particulier :
- l'égalité de droit entre couples homosexuels et hétérosexuels (mariage et adoption) ;
- une vraie parité hommes-femmes (les listes électorales présentées doivent être toutes à 100 % paritaires) ;
- le droit au suicide assisté et à l'euthanasie comme choix de fin de vie ;
- la légalisation des drogues douces par la réglementation et la taxation de leur production et de leur distribution ;
- le droit de vote des étrangers aux élections locales ;
- le non-cumul des mandats, y compris dans le temps[138],[139].

Le positionnement du parti est surtout plus complexe concernant la gestation pour autrui, quelquefois la procréation (médicalement) assistée dans son ensemble, et cette question suscite des positions variées parmi les élus et cadres du mouvement au-delà de son aile droite. En effet, Yannick Jadot, à l'occasion de sa campagne pour l'élection présidentielle de 2017, a proposé « d'ouvrir un débat contradictoire sur la GPA », et bien que ne s'étant pas formellement dit pour cette liberté, a été du fait même des scissions internes à son parti le seul candidat à ne pas formellement se dire contre. À l'inverse, Julien Bayou, dans une interview datant de 2021, a exprimé son opposition à cette pratique, craignant qu'elle ne dégénère en prenant la forme d'un trafic. De même, par exemple, l'ancien député européen José Bové s'oppose à toute PMA et GPA, étant de ceux qui la considèrent comme une manipulation antiécologiste du vivant, que lui compare aux organismes génétiquement modifiés. Cette opposition provient en partie d’une méfiance envers le progrès technologique, pourtant classiquement vu comme positif par les courants progressistes. Cette méfiance a ses origines dans un courant écologiste proche de l’anarchisme chrétien prônant le retour à un « ordre naturel ».
En ce qui concerne le débat sur la laïcité à l'école, la position de la plupart des personnalités publiques de ce parti est proche de celle de La France insoumise parmi celles des principaux partis classés à gauche et ne voit dans l’abaya qu’une robe culturelle et non cultuelle. Le parti est ainsi en opposition au Parti socialiste et au Parti communiste français, qui, de leur côté, souhaitent une application stricte de la loi sur les signes religieux dans les écoles publiques françaises. Cependant, plusieurs sondages démontrent qu’une large majorité des électeurs et sympathisants LFI et EELV qualifie l’abaya de vêtement à caractère religieux. Le parti, par la parole de son candidat Yannick Jadot, défend d'autre part une vision de la laïcité proche de la loi de 1905, et en parle comme d'un "bijou de la République".
Sur le plan de la sécurité, le parti souhaite recruter des fonctionnaires de police, défend le rétablissement de la Police de proximité et souhaite confier la gestion des affaires de violences policières à une institution indépendante et transparente. Les écologistes ont également un regard plutôt favorable à la légalisation du cannabis récréatif, afin de démanteler les trafics - pour permettre aux policiers d'avoir plus de temps pour gérer les autres types de trafics. Enfin, le parti souhaite mettre fin à la "politique du chiffre" et changer le système sécuritaire français, en créant une police et une gendarmerie territorialisée, en cessant les contrôles au faciès et l'utilisation des lanceurs de balles de défense, et en donnant aux gendarmes le droit d'expression collective.

## Positionnement politique
EELV est considéré par les médias comme faisant partie de la gauche, centre gauche à gauche radicale inclus,,. Cependant le positionnement d'EELV au sein de la gauche est plus discuté parmi les politistes.
Nonna Mayer classe EELV dans la gauche radicale, aux côtés du PCF et du Front de gauche. Marcel Gauchet classe également EELV dans la gauche radicale : il estime que les militants de ce parti sont bien plus sensibles aux thèses de la gauche radicale qu'à la thématique écologiste proprement dite, cette dernière étant envisagée selon lui sous l'angle de sa contribution à l'anticapitalisme. Nathanaël Wallenhorst et Anaïs Theviot, chercheurs à l'UCO, classent EELV dans le centre gauche. Pour Vanessa Jérome, autrice d'une thèse sur le parti, l'institutionnalisation d'EELV, ses ambitions présidentielles et l'apparition de La France insoumise ont poussé le parti de plus en plus vers le centre de l'échiquier politique, et ce malgré la présence persistante d'une aile gauche prônant des alliances avec la gauche radicale.
D'après Daniel Boy, en 2015 la base du parti EELV a des idées très proches de celles de la gauche radicale, mais « ce n’est pas du tout le cas de leur électorat. Urbain et diplômé, il est plus proche des idées du PS ou même centristes ». Il en résulte, selon La Croix, que des dirigeants d'EELV perçoivent de leurs électeurs une demande de recherche d'alliance avec la gauche de gouvernement, tandis que d'autres dirigeants, s'appuyant sur les militants, envisagent une alliance avec Jean-Luc Mélenchon. Eddy Fougier estime qu'en 2015 EELV est le lieu d'une cohabitation difficile entre ceux proches du social libéralisme et ceux proches de la gauche radicale, au point qu'il existe une menace de scission. Fin 2015, EELV se scinde en deux, avec la création de l'UDE, qui se veut de centre gauche et proche de François Hollande.
En 2012, Bruno Villalba estime qu'EELV n'a pas une « culture commune homogène ». Les adhérents du parti divergent ou sont indécis sur les questions économiques, par exemple concernant un allègement des cotisations sociales payées par les entreprises. Selon lui, le positionnement est plus affirmé en ce qui concerne le « libéralisme culturel », et le texte fondateur du parti, Manifeste pour une politique écologique, soutient l'idée de créer une majorité culturelle autour de l'écologie politique : le but est de mettre en place une alternative crédible aux « vieux clivages gauche-droite » et pouvoir faire des alliances électorales, avec un assouplissement des positionnements idéologiques.
Certains membres du parti souhaitent une orientation plus proche du centre gauche à tendance fédéraliste, social-démocrate et libérale comme les autres partis écologistes européens,, voire du centre tout court en nouant des alliances avec des partis de droite lors d'élections locales,,.

## Organisation

### Congrès
« Le Congrès est l'instance souveraine de Europe Écologie Les Verts où se décide son orientation politique. Le Congrès ordinaire se réunit une fois tous les trois ans ». « Le Congrès se déroule en deux phases. Une première phase, dite « Congrès décentralisé », consiste en la réunion, sous forme d'une assemblée par région […] de l'ensemble des membres adhérents en droit de voter selon les modalités prévues au règlement intérieur. La seconde phase est le rassemblement en un lieu unique d’une assemblée dite « Congrès fédéral », composée des délégués désignés lors de la première phase décentralisée, au scrutin proportionnel de listes ordonnées, complètes ou non ». « Entre deux Congrès ordinaires, un Congrès extraordinaire peut être convoqué […] ». Les statuts d'EELV interdisent le cumul des mandats ; ainsi, on ne peut être député, sénateur ou maire et secrétaire national.
Liste des congrès :
- 2010 : assises nationales du rassemblement des écologistes du 13 novembre à Lyon, création d'Europe Écologie Les Verts.
- 2011 : congrès ordinaire des 29 mai et 4 juin à La Rochelle.
- 2013 : congrès extraordinaire des 16 novembre et 30 novembre à Caen.
- 2016 : congrès extraordinaire des 28 mai et 11 juin à Pantin.
- 2019 : congrès ordinaire des 16 novembre et 30 novembre à Saint-Denis.
- 2022 : congrès ordinaire des 26 novembre (en régions) et 10 décembre à Rungis.
- 2025 : congrès ordinaire des 26 et 27 avril à Pantin.

### Conseil fédéral
Le conseil fédéral est composé de 120 membres (60 hommes et 60 femmes). Il se réunit à un rythme environ trimestriel et il est le « parlement » du parti écologiste.
Composition du bureau du conseil fédéral
- Nadine Herrati (présidente)
- Régis Godec
- Anne Mikolajczak
- Frédéric Benhaim
- Stéphanie Dembak-Dijoux

### Bureau exécutif

#### Anciens bureaux exécutifs

##### Congrès de 2010
Le BE issu du congrès de La Rochelle était composé, dans l’ordre protocolaire, de :
- Cécile Duflot, secrétaire national (Pascal Durand lui a succédé en juin 2012)
- Jacques Archimbaud, secrétaire national adjoint, chargé de la coordination et de la communication
- Françoise Alamartine, secrétaire nationale adjointe, chargée des mouvements économiques et sociaux, de la conférence annuelle du bilan et des relations avec la Coopérative
- Pascal Durand, porte-parole et relations avec la Fondation
- Marie Bové, acteurs sociaux, mobilisation citoyenne, relations avec la Coopérative
- Jérôme Gleizes, projet, programme, commissions et relations avec la Fondation
- Sandrine Rousseau, projet, programme et journées d’été des écologistes (JDE)
- Laurence Vichnievsky, porte-parole
- David Cormand, délégué aux élections
- Jean Desessard, relations avec les Régions, accueil, formation
- Éva Sas, trésorière et ressources humaines
- Jean-Philippe Magnen, International
- Gwendoline Delbos-Corfield, relations avec les Régions, Europe
- Nicolas Dubourg, campagnes-actions
- Élise Lowy, évaluation de la réforme, démocratie et fonctionnement interne

Modifications : À la suite des démissions de Cécile Duflot et de Laurence Vichnievsky, le 24 juin 2012 le conseil fédéral d'EELV a approuvé la composition du bureau ci-dessous :
- Pascal Durand, secrétaire national
- Jacques Archimbaud, secrétaire national adjoint
- Élise Lowy, porte-parole
- Jean-Philippe Magnen, porte-parole
- Éva Sas, trésorière
- Nicolas Dubourg, trésorier adjoint
- Marie Bové
- Françoise Alamartine
- Jean Desessard
- Sandrine Rousseau
- Jérôme Gleizes
- Gwendoline Delbos-Corfield
- David Cormand
- Hélène Gassin
- Nathalie Laville

##### Congrès de 2013
À l'issue du congrès de Caen du 30 novembre 2013, une direction se met en place avec, dans l'ordre de l'élection à la proportionnelle :
- Emmanuelle Cosse
- David Cormand
- Marie-Pierre Bresson
- Éric Loiselet
- Sandrine Rousseau
- Jean Desessard
- Maryse Oudjaoudi
- Nicolas Dubourg
- Marie Bové
- Dan Lert
- Lucile Schmid
- Alexandre Jurado
- Élise Lowy
- Jacques Boutault
- Julien Bayou

##### Congrès de 2016
- Henri Arévalo, délégué aux acteurs économiques
- Julien Bayou, porte-parole, co-référent pour la réinvention
- Bruno Bernard, délégué aux élections et aux relations avec les partis politiques
- Nadia Azoug, co-référente de la réinvention (depuis janvier 2017)
- Thierry Brochot, trésorier national, chargé de l'organisation du siège et de l'administration générale
- David Cormand, secrétaire national
- Alain Coulombel, secrétaire national adjoint délégué au projet, à la prospective, chargé des relations avec la Fondation de l'écologie politique et avec les commissions
- Gwendoline Delbos-Corfield, déléguée à l'accueil et à la formation
- Michèle Le Tallec, déléguée aux régions
- Élise Lowy, déléguée aux relations internationales
- Thierry Pradier, délégué aux instances internes, chargé du suivi statutaire
- Sandra Regol, secrétaire nationale adjointe et porte-parole, déléguée aux relations extérieures
- Nicolas Thierry délégué aux relations avec les acteurs environnementaux
- Marine Tondelier, déléguée à la communication interne et externe et aux outils numériques, chargée des Journées d'été des écologistes
- Marie Toussaint, déléguée à l'Europe, chargée de la jeunesse

##### Congrès de 2019
À l'issue du congrès extraordinaire du 30 novembre 2019, les membres du bureau sont :
- Secrétaire national : Julien Bayou
- Secrétaires nationaux adjoints : Sandra Regol, Jérémie Iordanoff
- Porte-paroles : Alain Coulombel, Éva Sas
- Trésorier : Thierry Brochot (démissionnaire)
- Co-trésoriers : François Thiollet et Marine Tondelier
- Membres : Léa Balage El Mariky, Bruno Bernard, Géraldine Boÿer, Jérémie Crépel, Hélène Hardy, Chloé Sagaspe, Philippe Stanisière, François Thiollet, Marine Tondelier

#### Congrès de 2022
À l'issue du congrès ordinaire du 10 décembre 2022, les membres du bureau sont :
- Secrétaire nationale : Marine Tondelier
- Secrétaires nationaux adjoints : François Thiollet et Claire Desmares
- Porte-paroles : Aminata Niakaté et Sophie Bussière
- Co-trésoriers : Nour Durand-Raucher et Samia Lakehal
- Membres : Mélissa Camara, Hélène Hardy, Marina Verronneau, Olivier Bertrand, Gérôme Gulli, Léa Balage El Mariky, Alain Coulombel et Benjamin Badouard

##### Congrès de 2025
À l'issue du congrès ordinaire du 16 au 18 avril 2025 , les membres du bureau sont:
- Secrétaire nationale: Marine Tondelier
- Secrétaire National Adjoint Vie Interne :  François Thiollet
- Secrétaire National Adjoint Projet: Aïssa Ghalmi
- Porte-paroles : Aminata Niakaté et Eric Piolle
- Trésorière: Samia Lakehal
- Membres : Frédéric Benhaïm, Anne Le Strat, Jean-Baptiste Pégeon, Solène Mesnager, Olivier Bertrand, Sophie Bussière, Hassen Hammou, Lucie Etonno, Benjamin Badouard, Coralie Mantion, Thomas Dossus, et Pauline Nalès.

### Mouvement de jeunesse
Europe Écologie Les Verts reconnaît les Jeunes écologistes comme le seul mouvement de jeunesse de l'écologie politique. Ce mouvement se gère de façon autonome, sans intervention d'Europe Écologie Les Verts dans son fonctionnement interne. Les Jeunes Écologistes ne prennent pas part aux débats internes d'Europe Écologie Les Verts, mais s'associent régulièrement avec le parti écologiste dans différentes actions et campagnes.

### Autres organismes partenaires
Le Cédis (Centre d’Écodéveloppement et d’Initiative Sociale) est un organisme de formation d'élus, axé sur la transition écologique et de développement des territoires. Il est fondé en 1998 en tant qu'association loi de 1901, et est agréé par le ministère pour la formation des élus locaux. Depuis sa création, son conseil d'administration est très majoritairement constitué d'élus du parti écologiste.
La Fédération des élus verts et écologistes (FEVE) est une fédération d'élus, locaux, nationaux et européens, membres du parti ou non, défendant les valeurs de l'écologie politique. Elle a été créée en 2009, également sous la forme d'une association loi de 1901.
La Fondation de l'écologie politique (FEP) est créée en novembre 2012 à l'initiative d'EELV. Elle a pour but de favoriser le rassemblement des idées autour du projet de transformation écologique de la société et intègre dans son Conseil de surveillance et dans son Conseil scientifique de nombreux membres non affiliés au parti.

### Membres
Europe Écologie Les Verts revendique 17 371 coopérateurs et 14 869 adhérents à jour dans leur cotisation lors de la primaire présidentielle de juin et juillet 2011, leur nombre serait moins important depuis. En mars 2015, Leila Aïchi, sénatrice de Paris, avance qu'Europe Écologie Les Verts ne dispose plus que de 4 000 à 5 000 adhérents. Selon l'édition du 12 juillet 2017 du Canard enchainé, le parti ne compte qu'un peu plus de 1 500 adhérents, ce qui le rapprocherait d'un « parti d'élus » (comme l'Alliance centriste et La Gauche moderne par exemple) plutôt qu'à base militante. À la suite du succès des élections européennes, le parti revendique plus de 8 000 encartés en novembre 2019. Lors de son congrès de novembre 2019, un peu plus de 3 200 adhérents ont voté pour élire le bureau exécutif.
Après les élections municipales de 2020, un rebond des cotisations a émergé. Le parti compte, le 23 août 2020, 10 240 adhérents.
En 2025 le parti revendique 18 000 adhérents, marquant une progression significative par rapport aux années précédentes.

### Siège
Le premier siège du parti était situé 6 bis rue Chaudron, dans le 10e arrondissement de Paris.
Depuis novembre 2016, le siège du secrétariat national est situé au 3 rue de Vincennes, à Montreuil. En août 2017, le parti compte seulement 3 permanents contre 18 en 2016.
En janvier 2024, le parti a annoncé l'achat d'un nouveau siège de 300 m² dans le quartier de la Bastille à Paris, après avoir assaini sa situation financière.
Le parti avait déménagé en 2016 à Montreuil, mais ce nouveau siège marque un retour dans un quartier central de Paris.

### Journées d'été
Comme beaucoup de partis, principalement à gauche, Les Écologistes organisent depuis 1985 (alors les Verts) une université d'été, sous le nom de Journées d'été (JDE). Elles se déroulent généralement fin août dans une ville différente chaque année et rassemble pendant trois jours des adhérents de toute la France. Y sont généralement conviés des élus, des intellectuels, des chercheurs, des partenaires politiques, syndicaux et associatifs pour des conférences, des débats et des formations.
Les organismes partenaires sont associés aux journées d'été : la FEVE y est présente et anime ses propres formations, ouvertes à tous. Les Jeunes écologistes y sont présents également et organisent parfois un camp d'été avant les JDE.
Le Cédis tient ses propres journées d'été dans la même ville, juste avant les JDE permettant ainsi aux personnes concernées d'enchaîner les deux événements.

### Positionnement au sein du Nouveau Front Populaire (NFP)
Les Écologistes jouent un rôle pivot au sein du NFP, en raison de leur position centrale dans le spectre politique de la coalition.
Marine Tondelier, secrétaire nationale, a gagné en visibilité médiatique grâce à son expérience d'opposition au RN à Hénin-Beaumont.

## Dirigeants

### Secrétaires nationaux
- 2010–2012 : Cécile Duflot
- 2012–2013 : Pascal Durand
- 2013–2016 : Emmanuelle Cosse
- 2016–2019 : David Cormand
- 2019–2022 : Julien Bayou
- Depuis 2022 : Marine Tondelier[168],[169]

### Porte-paroles
- 2010–2012 : Pascal Durand
- 2012–2013 : Élise Lowy et Jean-Philippe Magnen
- 2013–2014 : Éric Loiselet et Sandrine Rousseau
- 2014–2016 : Sandrine Rousseau et Julien Bayou
- 2016–2019 : Sandra Regol et Julien Bayou
- 2019–2022 : Alain Coulombel et Éva Sas
- 2022-2025: Alain Coulombel et Chloé Sagaspe, puis Aminata Niakaté et Sophie Bussière[170]
- Depuis 2025: Aminata Niakate et  Eric Piolle[158]

## Représentation
Europe Écologie Les Verts a fait de la parité hommes-femmes une de ses règles de fonctionnement les plus importantes. Lors des élections (notamment législatives), les candidats sont investis ou investies à « parité de résultat » afin de garantir que la parité parmi les élus soit respectée.[réf. souhaitée] Cependant, le parti compte, à la suite des européennes de 2019 et des sénatoriales de 2020, plus de parlementaires masculins que féminines.

### Députés

#### Élus en 2024
- Pouria Amirshahi (Paris)
- Christine Arrighi (Haute-Garonne)
- Léa Balage El Mariky (Paris)
- Lisa Belluco (Vienne)
- Benoît Biteau (Charente-Maritime)
- Arnaud Bonnet (Seine-et-Marne)
- Nicolas Bonnet (Puy-de-Dôme)
- Cyrielle Chatelain (Isère)
- Charles Fournier (Indre-et-Loire)
- Marie-Charlotte Garin (Rhône)
- Damien Girard (Morbihan)
- Steevy Gustave (Essonne)
- Catherine Hervieu (Côte-d'Or)
- Jérémie Iordanoff (Isère)
- Julie Laernoes (Loire-Atlantique)
- Benjamin Lucas-Lundy (de Génération.s) (Yvelines)
- Julie Ozenne (Essonne)
- Marie Pochon (Drôme)
- Jean-Claude Raux (attaché localement à Territoires44) (Loire-Atlantique)
- Sandra Regol (Bas-Rhin)
- Jean-Louis Roumégas (Hérault)
- Sandrine Rousseau (Paris)
- Éva Sas (Essonne)
- Sabrina Sebaihi (Hauts-de-Seine)
- Boris Tavernier (Rhône)
- Nicolas Thierry (Gironde)
- Dominique Voynet (Doubs)

Outre ces 28 personnes, dont Benjamin Lucas-Lundy de G.s, d'autres personnes siègent dans ce groupe, en portant à 38 les effectifs globaux. Delphine Batho, députée des Deux-Sèvres, a participé à une primaire écologiste mais se présente sous l'étiquette Génération Écologie et est élue à ce titre. Elle est comptée parmi les députés du groupe écologiste à cette législature. Les dissidents LFI de L'Après qui conservent leur députation siègent en outre en tant que membres du groupe écologiste, savoir Clémentine Autain, Alexis Corbière, Hendrik Davi et Danielle Simonnet. François Ruffin (sous sa nuance Picardie debout!) s'y joint également, ainsi que les G.s Tristan Lahais, Emmanuel Duplessy, Sébastien Peytavie, Sophie Taillé-Polian et Karim Ben Cheïkh.

#### Élus en 2022
- Christine Arrighi (Haute-Garonne)
- Julien Bayou (Paris)
- Lisa Belluco (Vienne)
- Cyrielle Chatelain (Isère)
- Charles Fournier (Indre-et-Loire)
- Marie-Charlotte Garin (Rhône)
- Jérémie Iordanoff (Isère)
- Julie Laernoes (Loire-Atlantique)
- Francesca Pasquini (Hauts-de-Seine)
- Marie Pochon (Drôme)
- Sandra Regol (Bas-Rhin)
- Sandrine Rousseau (Paris)
- Éva Sas (Essonne)
- Sabrina Sebaihi (Hauts-de-Seine)
- Nicolas Thierry (Gironde)

Le groupe écologiste à cette législature inclut aussi les G.s Sébastien Peytavie, Benjamin Lucas-Lundy, Sophie Taillé-Polian et Karim Ben Cheïkh[réf. souhaitée].
Delphine Batho, députée des Deux-Sèvres, est rattachée au parti Génération Écologie et membre du groupe écologiste, ainsi que Benjamin Lucas-Lundy, de Génération.s[réf. souhaitée].
Hubert Julien-Laferrière quitte le groupe écologiste en février 2024, visé par des enquêtes. Il faisait partie également de Génération Écologie. Il ne se représente pas[réf. souhaitée].
Julien Bayou quitte le groupe écologiste ainsi que le parti en avril 2024, visé par des enquêtes. Il ne se représente pas lors des élections législatives de 2024.

#### Élus en 2017
À la suite des élections législatives de 2017, le parti n'a plus aucun député.
Delphine Batho, déjà plus tôt députée des Deux-Sèvres, en lien avec la pensée et le parti écologistes, est rattachée au parti Génération Écologie à partir de 2018. Hubert Julien-Laferrière faisait partie également de Génération Écologie.

#### Élus en 2012
- Laurence Abeille (Val-de-Marne)
- Éric Alauzet (Doubs)
- Brigitte Allain (Dordogne)
- Danielle Auroi (Puy-de-Dôme)
- Michèle Bonneton (Isère)
- Sergio Coronado (Hors de France)
- Cécile Duflot (Paris)
- Jean-Louis Roumégas (Hérault)
- Éva Sas (Essonne)

Isabelle Attard, Christophe Cavard, Noël Mamère, François-Michel Lambert, Barbara Pompili, François de Rugy, Véronique Massonneau et Denis Baupin, élus sous l'étiquette EELV, ont ensuite quitté le parti.

### Sénateurs

#### Élus en 2020
- Thomas Dossus (Rhône)
- Raymonde Poncet (Rhône)
- Guy Benarroche (Bouches-du-Rhône)
- Monique de Marco (Gironde)
- Jacques Fernique (Bas-Rhin)
- Daniel Salmon (Ille-et-Vilaine)
- Mélanie Vogel (Français établis hors de France, élection partielle de 2021)

#### Élus en 2017
- Esther Benbassa (Paris)
- Guillaume Gontard (Isère)
- Ronan Dantec (Loire-Atlantique)

Les deux premiers siègent au sein du groupe communiste, républicain, citoyen et écologiste, tandis que le troisième est rattaché au groupe du Rassemblement démocratique et social européen. Ronan Dantec quitte le parti EELV en 2019, pour des raisons liées aux élections municipales. Esther Benbassa quitte le parti alors qu’une procédure disciplinaire était en cours à son encontre pour des faits de harcèlement moral sur ses collaborateurs et collaboratrices parlementaires. Elle avait été exclue quelques mois plus tôt du groupe écologiste au Sénat pour les mêmes faits.

#### Élus en 2011
- Ronan Dantec (Loire-Atlantique)
- Corinne Bouchoux (Maine-et-Loire)
- Jean Desessard (Paris)
- Esther Benbassa (Val-de-Marne)

Marie-Christine Blandin (Nord), Jean-Vincent Placé (Essonne), Aline Archimbaud (Seine-Saint-Denis), Leila Aïchi (Paris) et Joël Labbé (Morbihan), élus sous l'étiquette Europe Écologie Les Verts, ont depuis quitté le parti. André Gattolin (Hauts-de-Seine) quitte Europe Écologie Les Verts et rejoint le groupe parlementaire de La République en marche.

### Députés européens

#### Élus en 2024
- Mélissa Camara
- David Cormand
- Mounir Satouri
- Majdouline Sbaï
- Marie Toussaint[180]

#### Élus en 2019
- François Alfonsi
- Benoît Biteau
- Damien Carême
- David Cormand
- Gwendoline Delbos-Corfield
- Karima Delli
- Claude Gruffat
- Yannick Jadot
- Michèle Rivasi
- Caroline Roose (élue sous l'étiquette de l'Alliance écologiste indépendante, elle rejoint EELV en cours de mandat)
- Mounir Satouri
- François Thiollet (après la mort de Michèle Rivasi)
- Marie Toussaint[181]

### Conseillers généraux puis départementaux
En 2011, Europe Écologie Les Verts compte 54 élus conseillers généraux, contre 24 en 2008. Le parti était présent sur 1 172 des 2 000 cantons renouvelables, avec un score aux élections de mars 2011 de 8,4 %.
En 2015, ce sont 32 conseillers départementaux qui sont élus lors des élections départementales.
Le 26 mai 2016, les deux conseillères départementales de la Somme, Marion Lepresle (Amiens-3) et Blandine Denis (Amiens-5), quittent le parti, déçues par des « cadres du parti qui ne se remettent pas en question ». Le nombre de conseillers départementaux passe alors à 30.
Le 12 juin 2016, à l'occasion d'une élection départementale partielle, Elen Debost, adjointe Europe Écologie Les Verts au maire du Mans, est élue dans le canton du Mans-7 en binôme avec un candidat PCF.
En avril 2017 le conseiller départemental Sylvain Iordanoff, élu dans le Vaucluse quitte Europe Écologie Les Verts pour rejoindre La République en marche.
Courant 2025, deux conseillers départementaux des Écologistes de l'Hérault quittent le parti, Sébastien Christol (Montpellier-5) et Jacqueline Markovic (Montpellier - Castelnau-le-Lez) et rejoignent tous deux Place publique.
| Conseil départemental | Élus | Sièges    |
| --------------------- | --- | --------- |
| Aisne                 | Brigitte Fournié-Turquin (Laon-2) | 1 / 42    |
| Alpes-Maritimes       | Mathieu Panciatici (Grasse-2) | 1 / 54    |
| Aude                  | Daniel Dediès (Carcassonne-3), Kattalyn Fortuné (Les Corbières), Francis Morlon (Narbonne-1), Sandrine Sirvent (Narbonne-2), Joëlle Chalavoux (La Haute Vallée de l'Aude)                                                        | 5 / 38    |
| Bouches-du-Rhône      | Nouriati Djambaé (Marseille-2) | 1 / 58    |
| Calvados              | Francis Joly (Caen-4), Alexandra Beljoudi (Caen-5) | 2 / 50    |
| Cantal                | Stéphane Fréchou (Aurillac-3) | 1 / 30    |
| Charente              | Marie Pragout (Val de Tardoire) | 1 / 38    |
| Charente-Maritime     | Marion Pichot, Jean-Marc Soubeste (La Rochelle-3) | 2 / 54    |
| Côte-d'Or             | Billy Chretien (Dijon-2), Catherine Hervieu (Dijon-3) | 2 / 46    |
| Côtes-d'Armor         | Marie-Annick Guillou (Lannion), Nathalie Nowak (Plérin), Damien Gaspaillard (Saint-Brieuc-1) | 3 / 54    |
| Eure                  | Maryannick Deshayes (Pont-de-l'Arche) | 1 / 46    |
| Finistère             | Pauline Louis-Joseph-Dogué (Brest-2) | 1 / 54    |
| Gard                  | Dominique Andrieu-Bonnet (Nîmes-3), Bérengère Noguier (Uzès) | 2 / 46    |
| Gironde               | Agnes Sejournet (Canton du Libournais-Fronsadais ), Romain Dostes (Bordeaux-1), Ève Demange (Bordeaux-5), Martine Couturier (Lormont), Laure Curvale (Pessac-1), Agnès Destriau (Pessac-2), Bruno Beziade, Maud Dumont (Talence) | 8 / 66    |
| Hérault               | Rachid El Moudden (Montpellier-1), Sébastien Christol (Montpellier-5), Jacqueline Markovic (Montpellier - Castelnau-le-Lez) | 1 / 50    |
| Ille-et-Vilaine       | Marion Le Frène (Rennes-2), Nicolas Perrin (Rennes-3), Sylvie Quilan, Yann Soulabaille (Rennes-4), Olwen Dénès, Caroline Roger-Moigneu (Rennes-5), Jean-Paul Guidoni, Régine Komokoli-Nakoafio (Rennes-6)                        | 8 / 54    |
| Indre                 | Anne-Claude Moisan-Lefèbvre (Argenton-sur-Creuse) | 1 / 26    |
| Indre-et-Loire        | François Lafourcade (Tours-2), Sabrina Hamadi (Tours-4) | 2 / 38    |
| Isère                 | Benjamin Trocmé (Grenoble-1), Jérome Cucarollo (Grenoble-2), Pauline Couvent (Grenoble-3), Marie Questiaux (Oisans-Romanche) | 4 / 58    |
| Loir-et-Cher          | Marie-Michelle Vialleton (Saint-Étienne-5) | 1 / 42    |
| Loire                 | Hanan El Adraoui (Blois-1) | 1 / 30    |
| Loire-Atlantique      | Ugo Bessière (Nantes-3), Louise Pahun (Nantes-4), Chloé Girardot-Moitié (Nantes-7), Laurent Dubost (Saint-Herblain-2) | 4 / 62    |
| Lot                   | Francesco Testa (Cahors-2) | 1 / 34    |
| Lot-et-Garonne        | Paul Vo Van (L'Ouest agenais), Annie Messina-Ventadoux (Villeneuve-sur-Lot-2) | 2 / 42    |
| Lozère                | Michèle Manoa (Le Collet-de-Dèze) | 1 / 26    |
| Mayenne               | Nadège Davoust (Laval-1), Antoine Leroyer (Laval-2) | 2 / 34    |
| Meurthe-et-Moselle    | Antony Caps (Entre Seille et Meurthe) | 1 / 46    |
| Morbihan              | Damien Girard (Lorient-2) | 1 / 42    |
| Nièvre                | Wilfrid Séjeau (Nevers-3) | 1 / 34    |
| Nord                  | Simon Jamelin, Céline Scavennec (Lille-3), Stéphanie Bocquet (Lille-4), Maël Guiziou, Anne Mikolajczak (Lille-5) | 5 / 82    |
| Puy-de-Dôme           | Sylvie Léger (Clermont-Ferrand-6) | 1 / 62    |
| Alsace                | Ludivine Quintallet (Strasbourg-1), Damien Frémont (Strasbourg-2) | 2 / 80    |
| Sarthe                | Samuel Guy (Le Mans-1), Elen Debost (Le Mans-7) | 2 / 42    |
| Seine-Maritime        | Jean-Michel Bérégovoy (Rouen-2), Stéphane Martot (Rouen-3) | 2 / 70    |
| Somme                 | Esra Ercan (Amiens-3) | 1 / 46    |
| Vaucluse              | Samir Allel (Avignon-1), Léa Louard (Avignon-1) | 2 / 34    |
| Territoire de Belfort | Emmanuel Formet (Bavilliers) | 1 / 18    |
| Essonne               | Fadila Chourfi (Corbeil-Essonnes), Anne Launay (Palaiseau) | 2 / 42    |
| Hauts-de-Seine        | Astrid Brobecker (Châtillon), Najib Benarafa (Colombes-1), Dominique Trichet-Allaire (Montrouge) | 3 / 46    |
| Seine-Saint-Denis     | Tessa Chaumillon (Montreuil-1), Frédérique Denis (Noisy-le-Grand), Nadia Azoug (Pantin), Mélissa Youssouf (Sevran) | 4 / 42    |
| Val-de-Marne          | Hélène Peccolo (Cachan), Naiga Stefel (Vitry-sur-Seine-1) | 2 / 50    |
| Val-d'Oise            | Pascal Bertolini (Argenteuil-2) | 1 / 42    |
| Total                 | Total | 91 / 4108 |

### Conseillers régionaux

#### Mandature 2021-2028
| Région                  | Élus | Groupe                                  | Sièges    |
| ----------------------- | --- | --------------------------------------- | --------- |
| Nouvelle-Aquitaine      | Françoise Coutant - Stéphane Trifiletti - Katia Bourdin - Amandine Dewaele - Marilyne Forgeneuf - Nicolas Thierry - Anne-Laure Bedu - Vital Baude - Christine Seguinau - Karfa Diallo - Laurence Motoman - Maryse Combres - Jean-François Blanco - Sophie Bussière - Didier Damestoy - Nicolas Gamache - Christine Graval - Thierry Perreau - Jean-Louis Pagès | Ecologiste, solidaire et citoyen - EELV | 19 / 183  |
| Auvergne-Rhône-Alpes    | Anne Babian-Lhermet - Catherine Bony - Pascale Bonniel Chalier - Florence Cerbaï - Albane Colin - Alexandra Cusey - Benjamin Joyeux - Myriam Laïdouni-Denis - Olivier Longeon - Axel Marin - Cécile Michel - Natacha Muracciole - Fatima Parret - Bénédicte Pasiecznik - Olivier Royer - Claudie Ternoy-Leger                                                  | Les Ecologistes                         | 16 / 204  |
| Bourgogne-Franche-Comté | Stéphanie Modde - Sarah Persil - Aurore Lagneau - Claire Mallard - Claude Mercier - Éric Oternaud - Amandine Rapenne - Marie-Claire Thomas | Les Écologistes et Solidaires           | 8 / 100   |
| Bretagne                | Claire Desmares-Poirrier - Julie Dupuy - Loïc Le Hir - Ronan Pichon - Christine Prigent | Les Écologistes de Bretagne             | 5 / 83    |
| Centre-Val de Loire     | Estelle Cochard - Jérémie Godet - Charles Fournier - Arnaud Jean - Betsabée Haas | Écologie et Solidarité                  | 5 / 77    |
| Grand Est               | Éliane Romani - Laurent Dreyfus - Christophe Dumont - Cécile Germain-Ecuer - Géraldine Krin - Lou Noirclere - Ludivine Perard - Caroline Reys - Gérard Schann | L'Écologie, il est temps                | 9 / 169   |
| Hauts-de-France         | Karima Delli - Alexandre Cousin - Katy Vuylsteker - Yannick Brohard - Marine Tondelier | Écologie et Solidarité                  | 5 / 170   |
| Île-de-France           | Élodie Bouzid - Charlotte Nenner - Julien Bayou - Laurence Abeille - Jean-Luc Dumesnil - Jean-Baptiste Pegeon - Kader Chibane - Annie Lahmer - Philippe Bouriachi - Ghislaine Senée - Jacques Huleux | Pôle écologiste                         | 11 / 209  |
| Normandie               | Caroline Amiel - François Dufour - Laëtitia Sanchez - Claude Taleb | Normandie Écologie - EELV               | 4 / 102   |
| Pays de la Loire        | Franck Nicolon - Pascale Hameau - Elsa Richard - Solène Mesnager - Lucie Etonno | Écologiste et Citoyen                   | 5 / 93    |
| Total                   | Total | Total                                   | 87 / 1757 |

#### Mandature 2015-2021
Dans la région Auvergne-Rhône-Alpes, les élus Europe Écologie Les Verts siègent dans un groupe commun avec les élus du PG et de Nouvelle Donne. Dans la région Languedoc-Roussillon-Midi-Pyrénées, ils siègent dans un groupe commun avec les élus PG, Parti communiste français, Ensemble ! et Partit occitan.
| Région               | Élus | Groupe                                                      | Sièges    |
| -------------------- | --- | ----------------------------------------------------------- | --------- |
| Nouvelle-Aquitaine   | Martine Alcorta - Vital Baude - Jean-François Blanco - Katia Bourdin - Maryse Combres - Françoise Coutant - Lionel Frel - Nicolas Gamache - Alice Leiciagueçahar - Christine Moebs - Léonore Moncond'huy - Laurence Montoman - Jérôme Orvain - Mumine Ozsoy - Jean-Louis Pagès - Thierry Perreau - Nicolas Thierry - Stéphane Trifiletti | Écologiste et citoyen - EELV                                | 18 / 183  |
| Auvergne-Rhône-Alpes | Fatima Bezli - Monique Cosson - Jean-Charles Kohlhaas - Myriam Laïdouni-Denis | Les Ecologistes                                             | 4 / 204   |
| Centre-Val de Loire  | Estelle Cochard - Christelle De Crémiers - Benoît Faucheux - Charles Fournier - Jean-Philippe Grand - Sabrina Hamadi - Gérard Nicaud - Michelle Rivet - Alix Tery-Verbe | Ecologiste                                                  | 9 / 77    |
| Île-de-France        | Julien Bayou - Frédéric Benhaim - Marie-Odile Bertella-Geffroy - François Damerval - Juliette Espargilière - Samia Kasmi - Annie Lahmer - Mohammed Mechmache - Bénédicte Monville - Corinne Rufet - Mounir Satouri - Ghislaine Senée - Pierre Serne                                                                                      | Europe Écologie Les Verts et apparentés                     | 13 / 209  |
| Occitanie            | Agnès Langevine - Romain Pagnoux - Guillaume Cros - Christian Dupraz - Fatma Adda - Zina Bourguet - François Arcangeli - Véronique Vinet - Gérard Onesta - Aurélie Genolher - Kathy Wersinger | Nouveau Monde en Commun                                     | 11 / 158  |
| Normandie            | Caroline Amiel - Laëtitia Sanchez - Claude Taleb | Normandie Écologie - EELV                                   | 3 / 102   |
| Pays de la Loire     | Sophie Bringuy - Christelle Cardet - Pascale Debord - Christophe Dougé - Lucie Etonno - Franck Nicolon | Écologiste et Citoyen                                       | 6 / 93    |
| La Réunion           | Jean-Alain Cadet | La Politique Autrement - Pour La Réunion - Parti Socialiste | 1 / 45    |
| Total                | Total | Total                                                       | 65 / 1757 |

### Maires
Europe Écologie Les Verts a, en 2024, 35 maires de communes de plus de 1 000 habitants :
- Lyon (Rhône), par Grégory Doucet depuis 2020, dont 7 des 9 arrondissements
- Strasbourg (Bas-Rhin), par Jeanne Barseghian depuis 2020
- Bordeaux (Gironde), par Pierre Hurmic depuis 2020
- Grenoble (Isère), par Éric Piolle depuis 2014
- Tours (Indre-et-Loire), par Emmanuel Denis depuis 2020
- Annecy (Haute-Savoie), par François Astorg depuis 2020[199]
- Besançon (Doubs), par Anne Vignot depuis 2020
- Poitiers (Vienne), par Léonore Moncond'huy depuis 2020
- Colombes (Hauts-de-Seine), par Patrick Chaimovitch depuis 2020
- Schiltigheim (Bas-Rhin), par Danielle Dambach depuis 2018
- Bègles (Gironde), par Clément Rossignol-Puech depuis 1998
- Arcueil (Val-de-Marne), Christian Métarie depuis 1997
- Saint-Égrève (Isère), par Laurent Amadieu depuis 2020
- Givors (Rhône), par Mohamed Boudjellaba depuis 2020
- Auray (Morbihan), par Claire Masson depuis 2020
- Castanet-Tolosan (Haute-Garonne), par Xavier Normand depuis 2020
- Andrésy (Yvelines), par Lionel Wastl depuis 2020
- Artigues-près-Bordeaux (Gironde), par Alain Garnier depuis 2020
- Carbon-Blanc (Gironde), par Patrick Labesse depuis 2020
- L'Île-Saint-Denis (Seine-Saint-Denis), par Mohamed Gnabaly depuis 2020
- Plouguerneau (Finistère), par Yannig Robin depuis 2014
- Labège (Haute-Garonne), par Laurent Chérubin depuis 2020
- Fresnes-sur-Escaut (Nord), par Valérie Fornies depuis 2014
- Prades-le-Lez (Hérault), par Florence Brau depuis 2020
- Plouézec (Côtes-d'Armor), par Jacques Mangold depuis 2014
- Loos-en-Gohelle (Pas-de-Calais), par Geoffrey Mathon depuis 2022
- Lutterbach (Haut-Rhin), par Rémy Neumann depuis 2014
- Fagnières (Marne), par Alain Biaux depuis 2014
- Anduze (Gard), par Geneviève Blanc depuis 2020
- Danjoutin (Territoire de Belfort), par Emmanuel Formet depuis 2020
- Rostrenen (Côtes-d'Armor), par Guillaume Robic depuis 2020
- Pujols (Lot-et-Garonne), par Yvon Ventadoux depuis 2014
- Châtillon-sur-Indre (Indre), par Gérard Nicaud depuis 2020
- Saint-Armel (Ille-et-Vilaine), par Morgane Madiot depuis 2020
- Naves, (Corrèze), par Hervé Longy depuis 2020

À Paris, de 2001 à 2020, EELV avait la mairie du 2e arrondissement, et depuis 2020 celle du 12e arrondissement.
Marseille a été dirigée par l'écologiste Michèle Rubirola pendant 5 mois jusqu'à sa démission pour raison de santé. EELV détient le 3e secteur de Marseille depuis 2020.
Plusieurs maires ont, par ailleurs, été membres d'EELV, avant leurs élections, sans rejoindre d'autres partis depuis, comme ceux d'Orvault (Loire-Atlantique), de Pointe-à-Pitre (Guadeloupe) ou de La Possession (Réunion). Enfin, sans en être formellement membres d'autres maires ont obtenu l'investiture du parti et le soutiennent fréquemment, comme ceux de Saint-Fons (Métropole de Lyon), Ostwald (Bas-Rhin) ou Valbonne (Alpes-Maritimes).
À la suite des élections municipales de 2020, Europe Écologie Les Verts dirige deux intercommunalités, la Métropole de Lyon et la communauté de communes Cagire Garonne Salat.
Le parti a aussi eu les maires de :
- Grande-Synthe (Nord) de 2015 à 2019
- Montreuil (Seine-Saint-Denis) de 2008 à 2014

### Anciens membres
- Daniel Cohn-Bendit
- Christophe Girard
- Noël Mamère
- Jean-Vincent Placé
- François de Rugy

## Résultats électoraux

### Élections présidentielles
| Année | Candidat               | Premier tour           | Premier tour           | Premier tour           |
| Année | Candidat               | Voix                   | %                      | Rang                   |
| ----- | ---------------------- | ---------------------- | ---------------------- | ---------------------- |
| 2012  | Eva Joly               | 828 345                | 2,31                   | 6e                     |
| 2017  | soutien à Benoît Hamon | soutien à Benoît Hamon | soutien à Benoît Hamon | soutien à Benoît Hamon |
| 2022  | Yannick Jadot          | 1 627 853              | 4,63                   | 6e                     |

### Élections législatives
| Année | Premier tour | Premier tour | Sièges   | Rang | Gouvernement                                       |
| Année | Voix         | %            | Sièges   | Rang | Gouvernement                                       |
| ----- | ------------ | ------------ | -------- | ---- | -------------------------------------------------- |
| 2012  | 1 418 264    | 5,46         | 17 / 577 | 5e   | Ayrault I et II (2012-2014) Opposition (2014-2017) |
| 2017  | 773 738      | 3,42         | 0 / 577  |      | Extra-parlementaire                                |
| 2022a | 873 537      | 3,84         | 15 / 577 | 7e   | Opposition                                         |
| 2024b | 1 432 645    | 4,47         | 26 / 577 | 6e   | Opposition                                         |

a Au sein de la NUPES.
b Au sein du Nouveau Front Populaire.

### Élections sénatoriales
| Année | Sénateurs élus | Total    | Rang |
| ----- | -------------- | -------- | ---- |
| 2011  | 10 / 170       | 10 / 348 | 6e   |
| 2014  | 0 / 178        | 10 / 348 | 7e   |
| 2017  | 3 / 178        | 3 / 348  |      |
| 2020  | 6 / 170        | 9 / 348  | 6e   |
| 2023  | 5 / 170        | 17 / 348 | 6e   |

### Élections européennes
| Année | Voix      | %     | Sièges  | Rang | Tête de liste               | Groupe    |
| ----- | --------- | ----- | ------- | ---- | --------------------------- | --------- |
| 2009  | 2 803 759 | 16,28 | 13 / 74 | 3e   | Circonscriptions régionales | Verts/ALE |
| 2014  | 1 696 442 | 8,95  | 6 / 74  | 5e   | Circonscriptions régionales | Verts/ALE |
| 2019a | 3 055 023 | 13,48 | 9 / 79  | 3e   | Yannick Jadot               | Verts/ALE |
| 2024  | 1 362 002 | 5,50  | 5 / 81  | 6e   | Marie Toussaint             | Verts/ALE |

a Liste commune avec l'Alliance écologiste indépendante (2 sièges) et Régions et peuples solidaires (1 siège). Un indépendant est aussi élu sur la liste.

### Élections régionales
| Année | %         | %          | Conseillers | Présidents |
| Année | 1er tour  | 2d tour    | Conseillers | Présidents |
| ----- | --------- | ---------- | ----------- | ---------- |
| 2010  | 12,18     | 0,98       | 247 / 1749  | 0 / 26     |
| 2015  | 6,63      | -          | 52 / 2040   | 0 / 26     |
| 2021  | 8,25 4,87 | 2,56 19,09 |             | 0 / 17     |

1. ↑  La liste Europe Écologie Les Verts – Union démocratique bretonne en Bretagne qui récolte 17,37 %.
2. ↑  Listes communes avec le Pôle écologiste et/ou la France Insoumise
3. ↑  Europe Écologie Les Verts est dans une union de la gauche dans 4 régions
4. ↑  Listes avec le Pôle écologiste en Bretagne et en Nouvelle-Aquitaine
5. ↑  Listes d'union de la gauche

### Élections départementales
| Année | 1er tour | 1er tour | 2d tour | 2d tour | Conseillers | Présidents |
| Année | %        | Rang     | %       | Rang    | Conseillers | Présidents |
| ----- | -------- | -------- | ------- | ------- | ----------- | ---------- |
| 2011  | 8,22     | 4e       | 2,73    | 6e      | 27 / 2026   | 0 / 101    |
| 2015  | 2,03     |          | 0,16    |         | 35 / 4108   | 0 / 96     |
| 2021  | 3,1      |          |         |         | 97 / 4108   | 0 / 96     |

### Élections municipales
| Élection | Score au 1er tour | Score au 2d tour | Villes + 100 000 hab. | Conseillers municipaux |
| -------- | ----------------- | ---------------- | --------------------- | ---------------------- |
| 2014     | 1,16              | 0,47             | 1 / 41                | 333 / 215560           |
| 2020     | 2,39              | 2,06             | 8 / 42                | 515 / 222818           |